# Moord op de gebroeders De Witt
De gebroeders Johan en Cornelis de Witt werden op 20 augustus van het Rampjaar 1672 in 's-Gravenhage vermoord door leden van plaatselijke schutterijen. Hun lichamen werden ernstig verminkt. Geen van de daders werd gestraft. Deze politieke dubbele moord gaat door als een van de meest beschamende gebeurtenissen in de geschiedenis van Nederland. 
Johan de Witt was een van de invloedrijkste Hollanders van zijn tijd. Tot twee weken voor zijn dood was hij negentien jaar lang raadpensionaris van het gewest Holland. Daarmee was hij de belangrijkste politicus van de Republiek der Zeven Verenigde Nederlanden, lange tijd met veel succes. 
Onder zijn bewind werd het stadhouderschap afgeschaft. Dit zette kwaad bloed bij de orangistische factie en bij prins Willem III van Oranje in het bijzonder. De verlaging van de staatslijfrente in 1671 op instigatie van Johan de Witt, die de inkomsten van de staat vergrootte, maar die van bijvoorbeeld weduwen verminderde, veroorzaakte een verlies van zijn populariteit.
Toen de Republiek er in het Rampjaar 1672 tijdens de invasie door Frankrijk slecht voor leek te staan, kregen de Staten van Holland in de persoon van Johan de Witt de schuld, terwijl zijn broer van militaire lafheid werd verdacht. Toen Cornelis verdacht werd een moord te willen beramen op de prins van Oranje, ontstond een oproerige situatie die op 21 juni 1672 leidde tot mislukte moordaanslagen op Johan en Cornelis de Witt en daaropvolgende orgie van geweld op 20 augustus die tot hun dood leidde.

## Voorspel

### Radeloos, redeloos, reddeloos

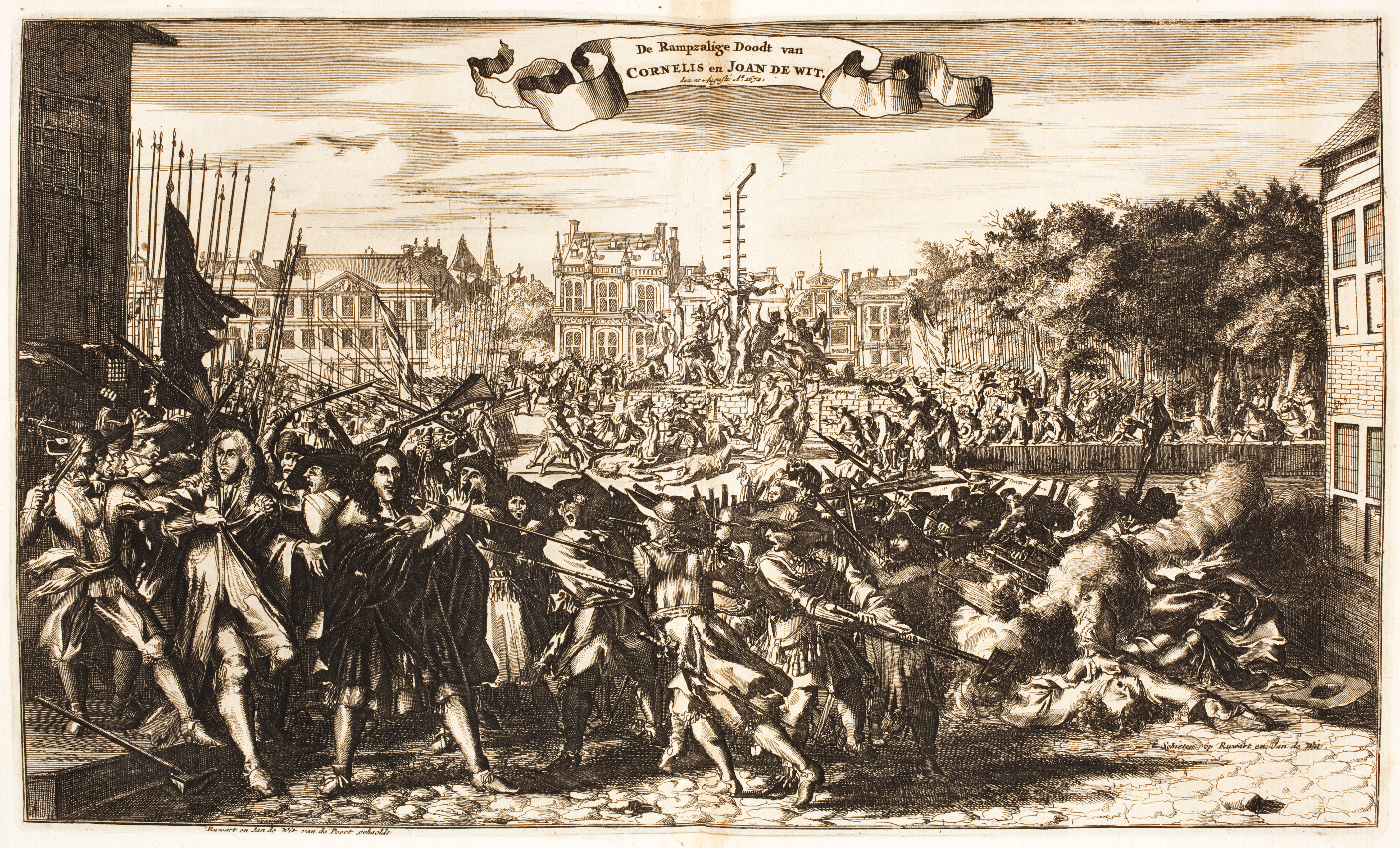
Moord op Cornelis and Johan de Witt, Den Haag, 20 augustus 1672. Lambert Bos: Schauplatz des Krieges.

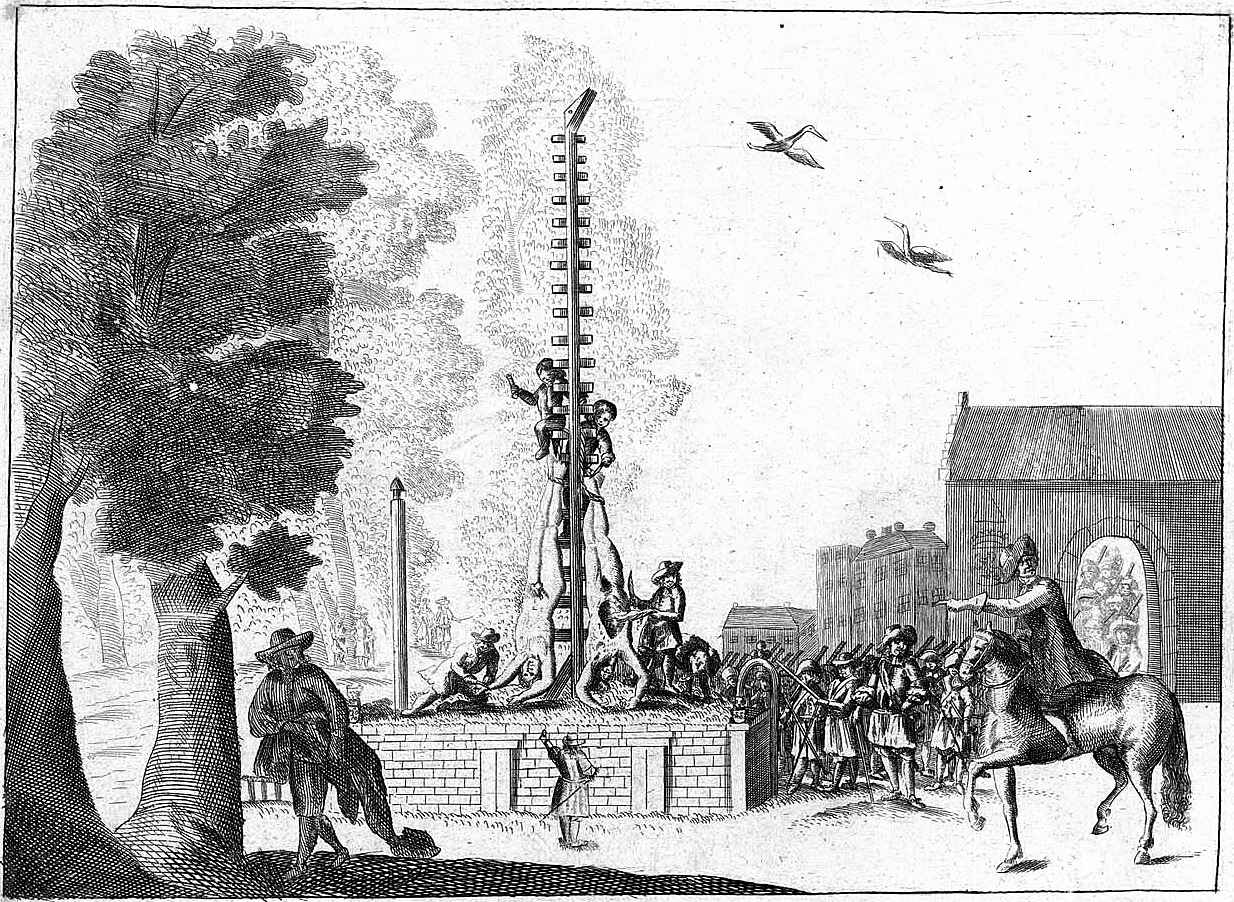
Het Groene Zoodje. Het ophangen van de lichamen van Cornelis en Johan de Witt. Rechts is de Gevangenpoort.

Johan de Witt zorgde na de Vrede van Westminster voor de opbouw van een sterke oorlogsvloot en stelde na het overlijden van opperbevelhebber Maarten Tromp eerst Jacob van Wassenaer van Obdam aan en daarna Michiel de Ruyter. Cornelis Tromp, de op een na oudste zoon van Maarten Tromp, viel die eer niet te beurt en na onder De Ruyter te hebben gediend, werd zijn aanstelling zelfs ingetrokken.
Op 23 juni 1667 was de Vrede van Breda, waarmee een einde kwam aan de oorlog met Engeland. In januari 1668 kwam de Triple Alliantie tot stand tussen de Republiek, Engeland en Zweden. Maar Engeland sloot zich in het diepste geheim in december 1670 aan bij het Tractaat van Dover, een verdrag met Frankrijk. Lodewijk XIV was belust op gebiedsuitbreiding en zou naar de (Spaanse) Zuidelijke Nederlanden oprukken. Door de Republiek uit het westen, oosten en zuiden aan te vallen, kon prins Willem III van Oranje aan de macht geholpen worden en na een gunstige vrede, zou de prins, zo was het plan, met een rompdeel van de noordelijke Nederlanden genoegen nemen.
De provincie Holland had, onder leiding van Johan de Witt, in 1667 het stadhouderschap met het Eeuwig Edict voorgoed afgeschaft om te voorkomen dat prins Willem van Oranje, de enige legitieme zoon van de overleden Willem II, zijn vader als stadhouder kon opvolgen.
De andere zes provincies waren niet verdergegaan dan vast te leggen dat de positie van stadhouder niet te combineren was met die van kapitein-generaal, opperbevelhebber van het Staatse leger. Onder druk van de Orangisten gingen steeds meer stemmen op om de prins tot opperbevelhebber te benoemen. De gebroeders De Witt waren daar fel op tegen, maar de druk werd te groot. Johan stelde als compromis voor om de prins voor één veldtocht te benoemen. De Staten-Generaal en alle andere provincies protesteerden, maar aangezien met eenstemmigheid besloten moest worden, stonden ze machteloos. Op 24 februari 1672 werd de 21-jarige prins voor één veldtocht aangesteld als kapitein-generaal, onder voorwaarde dat deze positie onverenigbaar bleef met die van stadhouder.
Een ander punt van kritiek op Johan was dat hij de rente op uitstaande lijfrenteverzekeringen verlaagd had. Als begenadigd wiskundige had hij berekend dat de Staat een te hoog rentepercentage gaf. De verlaging viel niet in goede aarde bij de bevolking die de lijfrente beschouwde als een pensioenvoorziening, met name voor weduwen.
Het jaar 1672 zou de geschiedenis ingaan als het Rampjaar. Koning Karel II van Engeland verklaarde de Republiek op 27 maart (of 7 april) de oorlog. De druk op Johan nam toe na de oorlogsverklaring op 6 april 1672 van koning Lodewijk XIV van Frankrijk, het begin van de Hollandse Oorlog (1672-1679).  Lodewijk XIV stuurde de bevelhebbers Condé en Turenne. Even later volgden de oorlogsverklaringen van de bisschop van Munster en de aartsbisschop van Keulen. De Republiek had een ijzersterke oorlogsvloot en wist met de Zeeslag bij Solebay op 7 juni 1672 een gecombineerde aanval over zee van Engeland en Frankrijk af te slaan, maar het landleger en de vestingen waren sinds 1648 verwaarloosd; de Republiek dreigde volledig onder de voet te worden gelopen. Veel steden in het oosten van het land hadden zich zonder slag of stoot overgegeven. Dat gaf bij de bevolking in de provincie Holland de indruk dat sprake was van verraad. Om Holland tegen de oprukkende legers te verdedigen, werd voor het eerst gebruikgemaakt van de Waterlinie. Talrijke polders werden onder water gezet. Dat leidde tot grote onrust op het platteland. Het feit dat de polders slechts zeer langzaam vol liepen met water, veroorzaakte paniek in de steden. Plunderende boeren verergerden de situatie. De zegswijze indertijd was 'de regering was radeloos, het volk redeloos, het land reddeloos'. Op 12 juni 1672 trokken de Fransen bij Lobith de Rijn over. De prins gaf de IJssellinie op en trok zijn leger terug achter de Hollandse Waterlinie. Utrecht viel in Franse handen.
De Staten-Generaal gingen tegen de zin van De Witt vredesonderhandelingen aan met Frankrijk, maar het volk zag ook dat als verraad en gaf De Witt de schuld. Daarnaast speelde er vanuit de orangistische Rotterdamse regent Johan Kievit, de barbier-chirurgijn Willem Tichelaar en hun kliek een samenzwering om de gebroeders De Witt in diskrediet en ten val te brengen, wat mede lukte dankzij de onrust onder de bevolking. 'Steeds meer mensen beschouwden de gebroeders De Witt als landverraders, met wie moest worden afgerekend.'

### Eerste moordaanslag

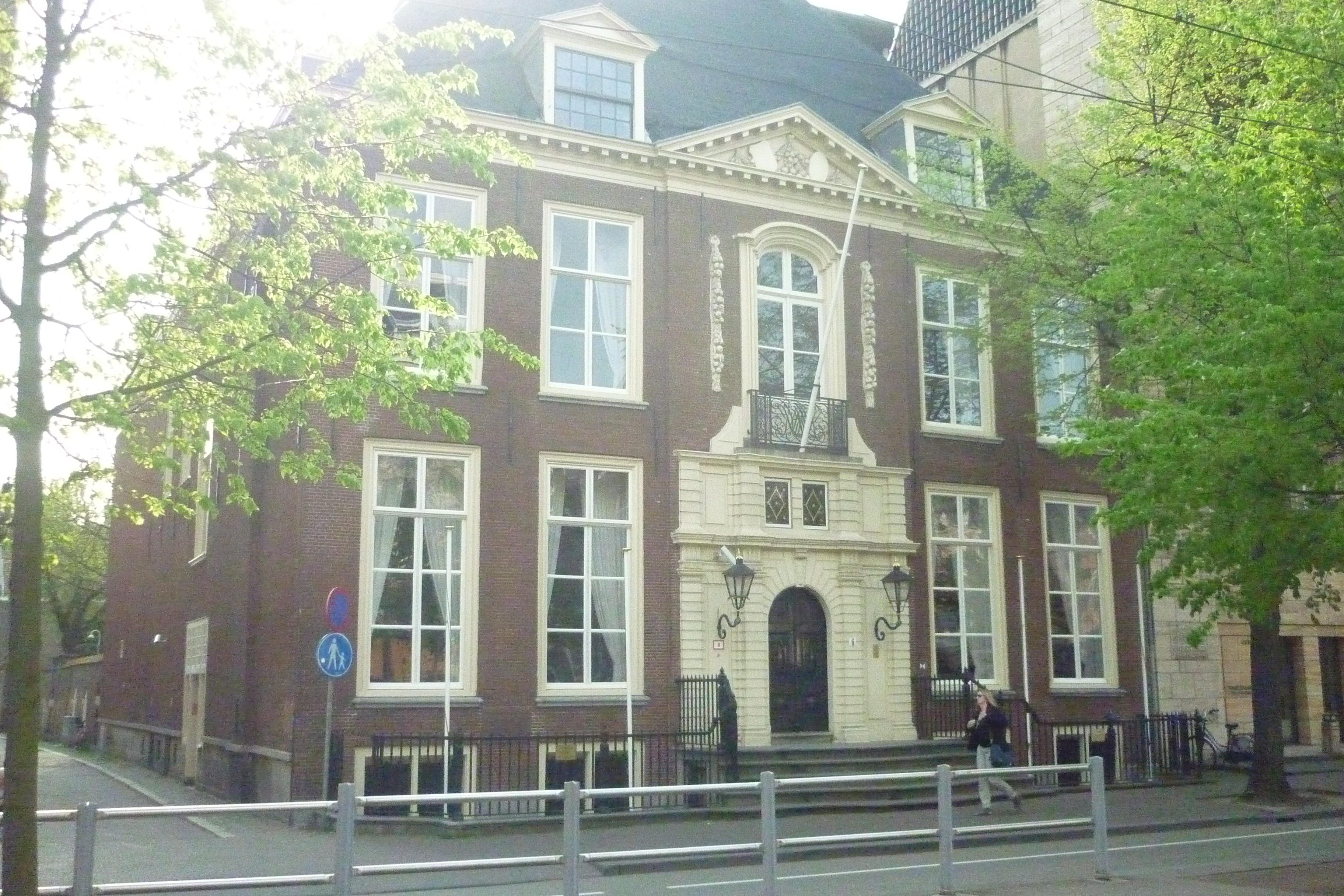
Johan de Witthuis aan de Kneuterdijk

Johan de Witt was, na het overlijden van zijn vrouw Wendela Bicker in 1668, in september 1669 met zijn gezin van vijf kinderen (drie meisjes en twee jongens) van de Hofsingel verhuisd naar de Kneuterdijk, hoek Hartogstraat. Hij huurde met zijn zwager Gerard Bicker van Swieten twee aan elkaar grenzende huizen met een gemeenschappelijke tuin, zodat de beide families kwamen samen te wonen. Johan de Witt gaf er zijn kinderen zelf onderwijs.
In de zomer van 1672 kwam de lastercampagne op gang. De Witt was gewend om, begeleid door een knecht, naar zijn werk op het Binnenhof te lopen. Hij wilde geen beveiligingsmaatregelen en nam bewust het risico dat iemand op een dag zou proberen hem te grazen te nemen.
Op 21 juni 1672 werd er voor het eerst een moordaanslag gepleegd op Johan de Witt. De raadpensionaris liep die avond tussen elf en twaalf uur 's avonds van het Binnenhof naar zijn aan de Kneuterdijk gelegen woning. Een knecht met een brandende toorts liep voorop, een ander achteraan met zijn brieventas. Aangekomen op de Plaats, vlak bij het Groene Zoodje (de executieplaats bij de Hofvijver), sprongen vier jongelui met degens tevoorschijn die de knecht de toorts ontrukten, doofden en hen aanvielen. De Witt en zijn knecht verzetten zich heftig. De Witt raakte aan zijn hals gewond, viel en verwondde daarbij zijn hoofd. Toen hij op de grond lag, staken de jongelui hem twee keer met een mes; in zijn rechterzij en linkerschouder, toen hij ineen zakte kreeg hij nog een slag in de nek, waarna ze hem voor dood achterlieten.
Nadat Cornelis de Witt de vloot voor Walcheren had verlaten en in Dordrecht op 22 juni terugkwam, vond een mislukte aanslag op hem plaats. Enkele mannen probeerden zijn huis aan de Grotekerksbuurt binnen te dringen, maar werden verdreven door de schutterij die door het huispersoneel gewaarschuwd was. Ze werden niet herkend en daarom is het vermoeden dat ze van buiten Dordrecht kwamen. Al een paar weken eerder had een woeste menigte een groot schilderij, dat Cornelis door Jan de Baen had laten maken van zichzelf als triomfator van Chatham, uit het stadhuis van Dordrecht gehaald en aan stukken gescheurd. Het eruit gescheurde hoofd van Cornelis was aan de galg gespijkerd.
Johan overleefde de steekpartij, maar was pas op 12 juli buiten levensgevaar en tot 1 augustus moest hij noodgedwongen bed houden om te herstellen. 'Hij had niet-levensbedreigende verwondingen aan het hoofd en de hals, in zijn linkerschouder en aan zijn rechterzijde tussen de vierde en vijfde rib. De verwonding in de borst was niet diep omdat hij een dikke jas had gedragen.'
De vier jongelingen van goede komaf hadden de avond op de Lange Vijverberg tegenover het Binnenhof doorgebracht. Ze discussieerden urenlang over de toestand van het land, 'waarbij ongetwijfeld de nodige drank was geconsumeerd'. De broers Van der Graeff pasten op het huis van Jacob van der Graeff sr., advocaat van het Hof van Holland, die wegens de dreiging van de Franse opmars naar Delft was gevlucht. Ze gingen omstreeks 22.30 uur naar buiten en zagen in de vergaderkamer van de Staten van Holland nog licht branden. Ze hitsten elkaar op en maakten snel een plan om de raadpensionaris op de Plaats te vermoorden.
Twee van de aanvallers op Johan, de broers Van der Graeff werden herkend en toen Jacob van der Graeff na enige tijd naar huis terugkeerde werd hij onmiddellijk gearresteerd. Hij vertelde dat het moordplan op de dag van uitvoering bedacht was en dat er geen connectie was met de moordaanslag op Cornelis. Dat laatste vond iedereen ongeloofwaardig. De jongeman, van hoge komaf, een zoon van Jacob van der Graeff met dezelfde naam, werd crimen laesae majestatis majesteitsschennis ten laste gelegd en een week na de aanslag na een snel proces, waarbij hij schuld bekende en berouw toonde, op 29 juni terechtgesteld. De beul had drie klappen nodig om zijn hoofd van de romp te scheiden en zou daarna zijn ontslag indienen. Daardoor kreeg Cornelis de Witt later met een andere beul te maken.
Van der Graeff werd door oranjegezinden tot martelaar verheven. De Haagse predikant Simon Simonides (1629-1676) schreef hiertoe het pamflet De worstelinge Jacobs, dat binnen enkele dagen 9000 exemplaren verkocht en waarvan in 1672 13 edities verschenen. Het werd tot in de 19e eeuw herdrukt. In een verhaal over Van der Graeffs laatste dagen werd hij op één lijn gezet met Jezus Christus. Volgens tijdgenoten was dit pamflet een van de geheime oorzaken van de moord op de gebroeders De Witt. Prins Willem gaf Simonides al sinds 1670 een uitkering van ƒ200,- per jaar. Het is dan ook niet ondenkbaar dat Simonides al vóór 1672 auteur was van orangistische pamfletten.
Drie vonden in het legerkamp van de prins in Bodegraven een veilige haven. Tegen hen werd niets ondernomen, ze werden zelfs niet naar de rechter gestuurd. Het gerucht ging dat ze vriendelijk waren ontvangen door Jan de Bye, heer van Albrantswaard, opperstalmeester van de prins en Zuylestein, beiden gezworen vijanden van De Witt. Ze kregen later een prima baan aangeboden. 'Pieter van der Graeff kreeg via Willem III een plaats in de Hoornse vroedschap, Cornelis de Bruyn, eveneens dankzij de prins, een zetel in de Haagse vroedschap en de vader van Adolph Borrebach, die postmeester was, het erfrecht voor zijn zoon op zijn functie.'

### Afschaffing van het Eeuwig Edict
Prinsgezinden profiteerden van de afwezigheid van Johan door met succes de regenten te dwingen het zogenaamde Eeuwig Edict af te schaffen; het verdrag waarin stond dat Holland nooit meer een stadhouder zou krijgen en dat bij de andere provincies de positie van kapitein-generaal niet te combineren was met het stadhouderschap. Cornelis de Witt was een van degenen die onder bedreiging gedwongen werd te tekenen. Oproerkraaiers hadden eerst het stadhuis omsingeld en de burgemeester bedreigd. Hij moest een delegatie sturen naar de prins met het verzoek of hij naar Dordrecht wilde komen. Op 29 juni bezocht de prins Dordrecht. Arend Muys van Holy, de secretaris van het stadsbestuur, moest een proclamatie opstellen, waarin het Eeuwig Edict werd afgeschaft. Die akte werd uit angst, onder zware bedreigingen, door alle stadsbestuurders getekend. De prins werd verteld dat hij tot stadhouder werd benoemd. Hij zei tot de Dordtse bestuurders: 'Heeren, ick beklaag u.' De handtekening van Cornelis de Witt, die ziek van jicht thuis te bed lag, ontbrak nog en daarom gingen Muys van Holy en schutterskapitein Gijsbert Hoogerwerff met de akte naar zijn huis. Cornelis zei hen, dat hij liever stierf dan deze akte te ondertekenen. Zijn echtgenote, Maria van Berckel, smeekte hem, met haar dochters aan de hand, de akte te tekenen, anders zou ze met de kinderen bij hem weglopen. Cornelis tekende, maar voegde 'v.c.' toe ('door geweld gedwongen'). Muys van Holy eiste dat hij die letters zou doorstrepen, wat hij weigerde. Uiteindelijk streepte zijn vrouw met de ganzenveer de letters door. Voor het stadhuis werd symbolisch een papieren exemplaar van het Eeuwig Edict verbrand en bijna overal in Holland en Zeeland kreeg het Dordtse voorbeeld navolging. Op 3 juli 1672 herriepen de Staten van Holland het Eeuwig Edict en benoemden zij Willem III tot stadhouder van Holland. De Staten van Zeeland volgde enkele dagen later. Op 8 juli benoemde de Staten-Generaal de prins tot kapitein-en admiraal-generaal van de Republiek (die op dat moment nog uit Holland, Zeeland, Friesland en Groningen bestond). Later huwde Arend Muys van Holy met Maria de Witt, de dochter van Cornelis de Witt.
Eind juni 1672 werd in Dordrecht, de thuisbasis van de gebroeders De Witt, een oranje vlag uit een kerktoren gestoken met een witte vlag daaronder, waarop stond: Oranje boven en Wit onder / Die 't anders meent, dien sla de donder. De letterlijke betekenis was dat het over de kleur van de vlaggen ging, maar iedereen begreep dat de prins van Oranje en de gebroeders De Witt bedoeld werden. Meerdere teksten gericht tegen Johan en Cornelis volgden, waarbij het opviel dat anti-orangistische geschriften vrijwel achterwege bleven.
Johan schreef de prins met het verzoek zich uit te spreken tegen de negatieve uitingen richting de broers. De prins weigerde en lokte extra volksverzet uit door zich publiekelijk te onthouden van steun aan de gebroeders De Witt. Al die gebeurtenissen openden de weg om de zoon van Willem II aan te stellen als stadhouder Willem III. Dat gebeurde op 29 juni, toen Johan thuis nog steeds herstellende was. De prins bleef opperbevelhebber van de strijdkrachten.

### Aanklacht hoogverraad tegen Cornelis

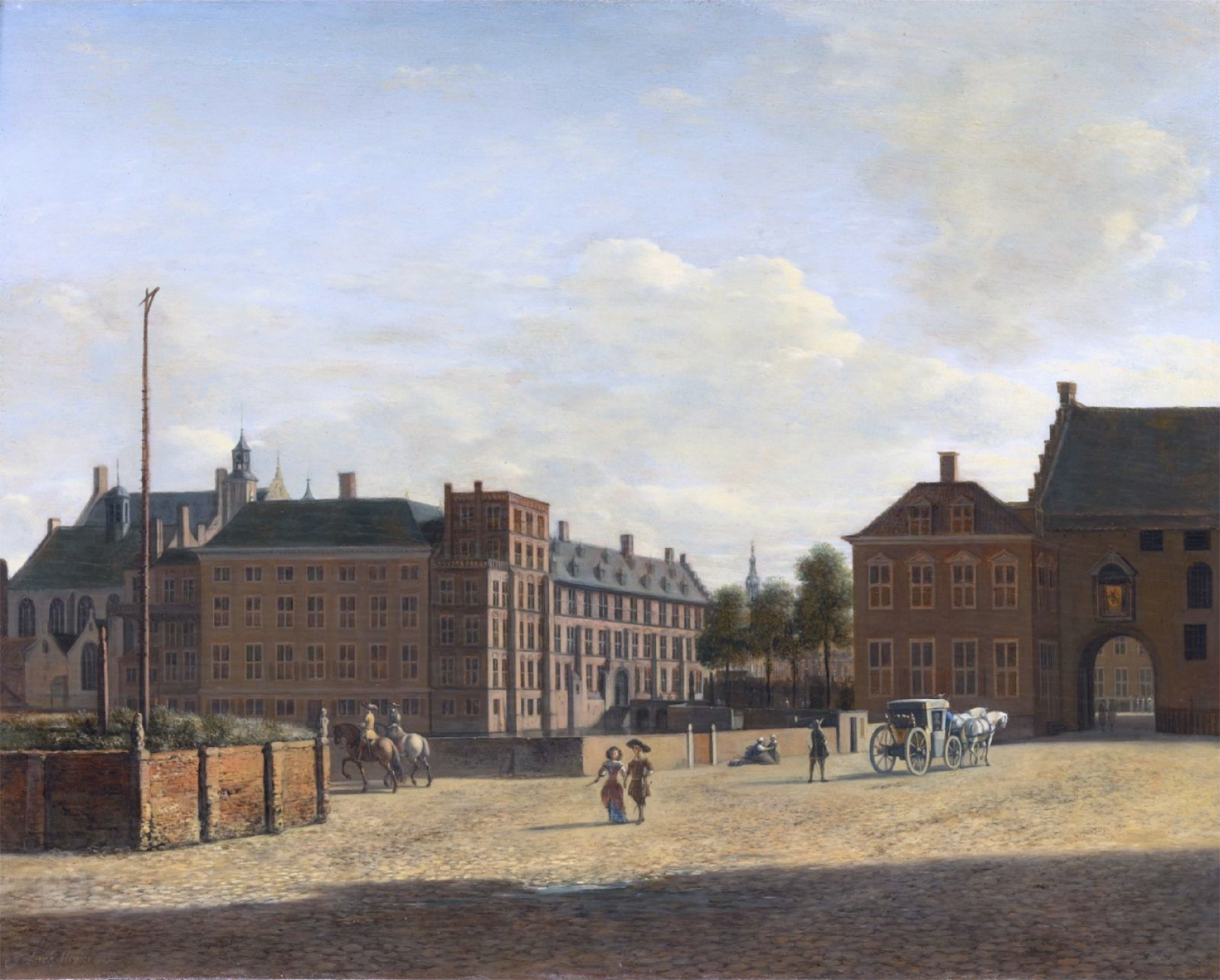
Links het Groene Zoodje, daarachter het Binnenhof en rechts de Gevangenpoort met de herberg van Beuckelaer ernaast, door Gerrit Berckheyde

Op 23 juli vertelde Willem Tichelaar, een louche barbier-chirurgijn, de rechtbank dat Cornelis de Witt hem op 8 juli 30.000 gulden had geboden om Willem III te vermoorden. Daarnaast zou hij worden vrijgepleit van een criminele verdenking en zou hij de positie van baljuw van Beijerland krijgen, die nu in handen van Cornelis was. Cornelis de Witt werd daarop gearresteerd en 24 juli opgesloten in de Kastelenij aan het Binnenhof in Den Haag. Cornelis betichtte op zijn beurt Tichelaar van het beramen van een moordaanslag op Willem III en dat Tichelaar Cornelis bij hem thuis had willen overhalen mee te doen, iets wat hij geweigerd zou hebben. Tichelaar werd pas aangehouden, nadat Dordtse afgevaardigden bij de Staten van Holland protesteerden tegen de arrestatie van de ruwaard in hun stad. Dat was een schending van de eigen jurisdictie en het was vreemd dat De Witt in Den Haag was gevangengezet en Tichelaar niet.
Na de moordaanslag van 14 juni weerlegde Johan de Witt diverse beschuldigingen, waarop Constantijn Huygens jr. (1628-1697), de secretaris van de prins, Willem III adviseerde niet te reageren. Toen hij tien dagen later toch reageerde, werd de lastercampagne zelfs nog opgevoerd.
Nu Willem III stadhouder was en na een onderhoud met de prins op 1 augustus, zag Johan het nutteloze van zijn eigen positie als raadpensionaris in en op 4 augustus trad hij af. Gaspar Fagel, griffier van de Staten-Generaal mocht zijn opvolger worden. Johan vroeg om zitting te mogen nemen in de Hoge Raad. Na zijn ontslag had hij geen politieke macht meer en was hij ambteloos burger geworden. Willem III zorgde er persoonlijk voor dat hij geen 'eervol ontslag' kreeg. Er werd hem in juli de mogelijkheid geboden te vluchten naar het buitenland, maar dat had hij geweigerd. 'zijn felste en voornaamste tegenstanders moeten daarom op een plan hebben gezonnen om van hem en zijn broer af te komen. Daarbij moeten we denken aan mensen als Zuylestein, Odijck en Cornelis Tromp.'
Twee dagen na opsluiting in de Kastelenij werd Cornelis overgebracht naar de Gevangenpoort. Daarmee werd hij officieel verdacht van het beramen van een moordaanslag op de prins.
Het volk volgde het onderzoek tegen Cornelis op de voet. De druk werd vanaf 15 augustus van buitenaf extra opgevoerd. Er werd een brief geopenbaard van de Engelse koning Karel II aan zijn neef Willem over een bestand. 'De koning beloofde vrede en herstel van het bewind van Oranje wanneer er definitief was afgerekend met het staatsgezinde regime, opdat er geen kans meer op herstel van deze verfoeilijke regering was.' Die avond op 15 augustus werd het gerucht verspreid, volgens procureur Copmoijer door 'de agenten van de prins van Oranje', dat Cornelis had willen ontsnappen of was vrijgelaten. Een woedende menigte verzamelde zich bij de Gevangenpoort. De rechters, bang dat hen iets werd aangedaan, besloten Cornelis bij het raam van zijn cel te plaatsen om het volk te tonen dat hij er nog steeds was. Op 17 augustus werden enkele ruiters bij de gevangenpoort geposteerd als bewakers en 's avonds betrokken ook schutters er de wacht. De laatste gewone ondervraging op 17 augustus leverde niets op.
Het zogeheten Secreetboek (Geheimboek) waarin alles werd opgetekend is niet bewaard gebleven.
Wekenlange verhoren van Cornelis en zijn huispersoneel en Tichelaar leverden niets op. Cornelis en Tichelaar spraken elkaar tegen en konden beiden worden betrapt op het vertellen van kleine onwaarheden, ofwel inconsistenties in hun verhaal, al dan niet met opzet. De rechters ondervroegen ook Muys van Holy en Hoogerwerff, de Dordtse schutterskapitein. Die droegen Cornelis geen goed hart toe, omdat Cornelis hardnekkig had geweigerd de akte over de vernietiging van het Eeuwig Edict te ondertekenen. Zij verklaarden dat Cornelis de oranjeaanhangers buiten 'roffianen' had genoemd. Dat was destijds een verschrikkelijk scheldwoord, dat kon worden uitgelegd als een extreme haat jegens de prins. Cornelis ontkende dit scheldwoord te hebben gebruikt.
De verdediging van Cornelis begon zwakheden te vertonen nadat duidelijk werd dat hij Tichelaar ooit al eens eerder ontmoet had, wat Cornelis ontkend had. Tichelaar was eerder gearresteerd geweest op verdenking van ontvoering. Als ruwaard was Cornelis betrokken geweest bij het gerechtelijk vooronderzoek. Het was echter nooit tot een proces gekomen. Daarnaast gaven de stadssecretaris en Cornelis een andere uitleg aan het gesprek dat ze gevoerd hadden. Volgens Cornelis had hij opgedragen om de burgemeester en de schout in te lichten en dat zij moesten nagaan of Tichelaar gearresteerd moest worden. De stadssecretaris Muys van Holy daarentegen zei dat het zijn eigen idee was geweest om de burgemeester te informeren en dat over de schout niet gesproken was. Er bleken ook verschillen te zijn in de verklaring tussen Cornelis en anderen die als getuige waren opgeroepen.
De zes rechters (onder wie Bennebroek) steunden het nieuwe regime en vreesden de volkswoede, vooral door hun betrokkenheid bij de veroordeling van Buat en Van der Graeff, die door het volk als helden werden beschouwd. De rechters kwamen onder grote druk te staan om tot hun vonnis te komen en besloten Cornelis te martelen om zo een bekentenis af te dwingen. De barbier Tichelaar werd niet onderworpen aan een 'scherp verhoor'. 
De avond vooraf aan zijn 'scherp verhoor' kreeg Cornelis geen maaltijd opgediend. De volgende ochtend, 19 augustus, werd hij de ruimte waar de martelwerktuigen stonden binnengeleid. Zijn beul was Jan Corstiaensz., de opvolger van de beul die na de moeizame executie van Van der Graeff meteen ontslag had genomen. Jan Corstiaensz. begon aan zijn werk, terwijl er verder niemand in de martelkamer aanwezig was. 'Dit was in strijd met de regels, volgens welke altijd meerdere personen aanwezig dienden te zijn.' Cornelis had alles behalve zijn onderbroek moeten uittrekken.
- Eerst werden zijn voeten met 'scheenschroeven' ingedrukt. Cornelis riep: 'Hoe kan men bekennen, 't geen men niet gedaen en heeft?'
- Hij werd met geknoopt touw aan katrollen gebonden en aan beide grote tenen kreeg Cornelis een gewicht van 25 kg.
- Daarop begon de beul hem heen en weer te slingeren. Twee leden van het Hof kwamen toen binnen en Cornelis riep: 'Reck mij en scheur mij aen stucken, ghij sult er noyt uyt halen dat er niet in is.'
- Cornelis werd op de pijnbank geplaatst en de beul bond enkele ledematen zo sterk af dat de bloedsomloop werd verstoord.

Ondanks een marteling van 3,5 uur bleef Cornelis ontkennen. Hij haalde in doodsnood een passage aan uit de Oden van Horatius over mensen die standhouden in verschrikkelijke omstandigheden en onsterfelijk worden. Hij moet, eens te meer omdat hij leed aan podagra (jicht) vreselijke pijn hebben gehad. Na afloop moest hij naar bed worden gedragen. 'De beul was na de sessie geestelijk gebroken. Eerst beweerde de beul, die niets mocht onthullen dat hij de ruwaard niet ernstig had aangepakt. Een paar maanden later werd hij ernstig ziek en biechtte en biechtte op zijn doodsbed  op in een nederige excuusbrief aan Cornelis' weduwe. (..) 
Indertijd kon schuld alleen bewezen worden als de verdachte had bekend. Eigenlijk wilden de rechters Cornelis schuldig verklaren – minstens drie wilden hem zelfs de doodstraf geven, maar aangezien ze zijn moordplan niet konden bewijzen, waren ze daar wettelijk niet toe in staat.
De rechters kwamen Cornelis op 20 augustus zijn vonnis kenbaar maken in zijn cel. De regels vereisten dat dit in de rechtszaal, in de Kastelenij aan het Binnenhof, plaats zou vinden en Cornelis verlangde daar naartoe te worden gebracht. Dat werd geweigerd.
Vervolgens werd hij veroordeeld zonder dat bekendgemaakt werd waarvoor. Cornelis werd levenslang verbannen uit de provincie Holland, verloor al zijn officiële functies en draaide op voor de proceskosten. Tichelaar werd vrijgesproken. 'alles bij elkaar had een veroordeling wegens meineed nu voor de hand gelegen.'

## Moord

### Pamfletten
Op de dag van de moord waren 's morgens in de vroegte talloze pamfletten in Den Haag opgehangen en volgens Copmoijer, die naast de herberg kantoor hield, waren Odijck, Zuylestein en Tromp al om 05.00 uur bijeengekomen in de herberg van Beuckelaer. Heyman Beuckelaer (ca. 1612-1688), commies ter griffie (ambtenaar op de secretarie) en zeer oranjegezind, was gehuwd met Maria Aernoudts. Zij bestierde in zijn huis de 'herberg van Beuckelaer'.
In de pamfletten werd in nauwelijks bedekte termen tot moord op de gebroeders De Witt opgeroepen. Een ervan was op de toegangsdeur van de plaatselijke Nieuwe Kerk geplakt. Er stond te lezen: 'Belsebub schrijft uit de Hel / Dat Kees de Wit haast komen zel / Hij wacht hem in korte dagen / Maar zijn kop moet eerst zijn afgeslagen / En zijn broer is ook een schelm [...]' De predikant van deze kerk, dominee Simon Simonides, had in zijn preken verkondigd dat de gebroeders De Witt duivels waren die uitgedreven moesten worden, dus het wekte geen verwondering dat het vlugschrift aan zijn kerkdeur hing.

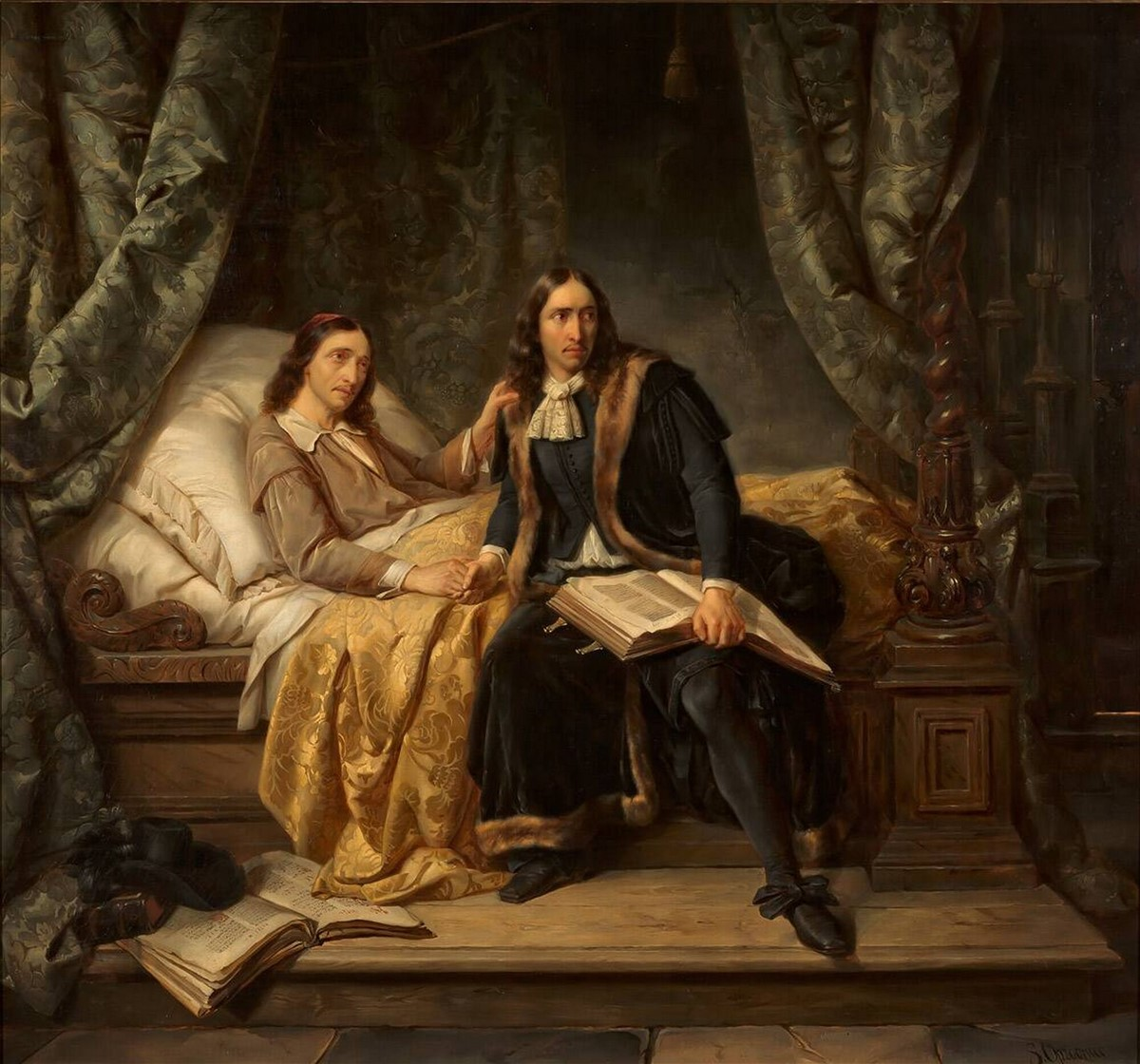
Cornelis (liggend) en Johan de Witt in de Gevangenpoort, van de hand van Simon Opzoomer uit 1843

Een ander pamflet was mogelijk het werk van amateurs die nooit met drukletters hadden gewerkt, maar de inhoud van het vlugschrift was duidelijk genoeg: CorneLis De wIt, RVaert Van Putten / VerraDer Van 't Lant en 's PrInCen VIant / Gaat naar 't geVangenhUIs, niet Verre Van 't Groene sootIe / aLwaer hI haast Loon naer SIIne werCken sal ontfangen [...]
Omstreeks half negen hadden de rechters het vonnis voorgelezen. Cornelis werd ontheven van zijn ambten, levenslang verbannen uit het gewest Holland en moest alle proceskosten betalen.
Vervolgens werd Johan de Witt in de val gelokt met de mededeling dat zijn broer hem wilde spreken. Het dienstmeisje van de cipier werd rond half tien gestuurd om hem op te halen. Johans huisgenoten vonden het verdacht dat een regent als Cornelis een eenvoudige werkster met een boodschap naar het huis van zijn broer stuurde, maar Johan wimpelde alle bezwaren af. Hij liet een karos met paarden inspannen, maar ging te voet naar de gevangenis om er sneller te zijn. De gevangenis bevond zich op slechts tweehonderd meter van zijn huis en hij liep ernaartoe, voor de zekerheid vergezeld van zijn knecht Jan van der Wissel en zijn klerken Wolfert Bacherus en Reynier van Ouwenaller. Bij aankomst stonden bij de ingang twee schutters en twee ruiters op wacht. Voor de rest was er niemand in de buurt.
Aangekomen in de cel, de zogeheten ridderkamer op de tweede verdieping, kwamen Johan en Cornelis overeen hoger beroep aan te tekenen. Het Hof gaf immers in het vonnis geen reden voor de veroordeling tot verbanning. De klerk Bacherus werd gestuurd om een kopie van het vonnis te halen, maar hij kwam niet terug. Buiten aangekomen, zag de klerk dat zich een schare mensen en schutters had verzameld. Hij wist met moeite het huis van Johan te bereiken, maar hij en de koets werden niet doorgelaten. Tegen half elf besloot Johan zelf weg te gaan om zaken voor zijn broer te regelen. Maar burgers hadden 'van onsen officier' opdracht gekregen niemand uit de gevangenis te laten. Een deel van de Haagse schutterij, het Oranje-Blanje-Bleu Vendel was uit eigen beweging onder de wapens gekomen en voor de gevangenis gaan staan 'onder het mom bescherming te bieden tegen opstandige burgers'.
De vaandrigs Jan van Os (een kannengieter) en Gerard Ameling (een boekverkoper) gingen naar de kamer van De Witten om te zien of ze er nog waren. Van Os zou met zijn kapitein bespreken hoe Johan de Witt veilig uit de gevangenis kon komen. Er kwamen nog tien tot twaalf schutters even kijken, gevolgd door twintig tot dertig anderen. De stemming was toen nog niet geradicaliseerd.

### Ingesloten
Na een half uur had Johan de gevangenis willen verlaten, wat hem onmogelijk werd gemaakt door een grote menigte. Ondertussen was Willem Tichelaar vrijgelaten en had zich almaar meer volk verzameld bij de ingang van de gevangenis.
Tichelaar was op de Kastelenij bij het Binnenhof, vlak bij de Gevangenpoort, uit een raam gaan hangen en schreeuwde het aanwezige volk toe dat nu hij was vrijgelaten, dit het overtuigende bewijs was dat hij het gelijk aan zijn zijde had gekregen dat niet hij, maar Cornelis de prins had willen vermoorden. Hij riep de aanwezige mensenmassa op wraak te nemen op de broers, mede omdat de straf die De Witt was opgelegd volgens Tichelaar veel te laag was voor hoogverraad.
Drie afgevaardigden van de Gecommitteerde Raden, onder wie Philip Jacob van Boetzelaer, heer van Asperen, liepen omstreeks elf uur naar de vergadering van de Staten van Holland om verslag te doen over de dreigende oploop. De Staten onder leiding van De Witts neef Nicolaes Vivien waren vooral in afwachting van de verkiezing van Gaspar Fagel tot nieuwe raadpensionaris. Er werd onmiddellijk besloten de ruiterij in te zetten en de prins werd schriftelijk verzocht 'met de grootst mogelijke spoed enkele compagnies ruiters en infanteristen te sturen, om de veiligheid in de straten te verzekeren. Wanneer al deze maatregelen waren gerealiseerd zou het die ochtend niet verder uit de hand zijn gelopen.' Om 11.30 uur werd bij meerderheid van stemmen besloten de vergadering te beëindigen, al had Amsterdam er op aangedrongen bijeen te blijven. 'Daarmee was achteraf een verkeerd besluit genomen'. Door de Gecommitteerde raden, Hof van Holland en Haagse magistraat werden de maatregelen slecht gecoördineerd.
Er waren door de oorlogstoestand in het land nog drie compagnieën ruiters in Den Haag. Twee gingen naar de Plaats, een naar het Buitenhof.
Die ochtend zou Hendrick Verhoeff (ca. 1645-1710) met Jan van Vredenburg, de 'grote molenaer', bij de Haagse pensionaris Jacob van der Hoeven zijn verschenen om de hele schutterij onder de wapens te roepen. Bij weigering dreigden ze hem 'den hals te breecken.'
De vijf overige vendels van de schutterij van 's-Gravenhage trokken vervolgens naar de Gevangenpoort op en drongen de oproerkraaiers terug. Elk vendel bestond uit zes rotten, onder normale omstandigheden een paar honderd burgers. Op 20 augustus waren het er in totaal waarschijnlijk vele honderden. Het waren vooral middenstanders die de schutterij vormden. 'Hun voornaamste overeenkomsten waren dat ze onvermogend, onbekwaam en Oranjegezind waren. Dus niet bepaald de meest geschikte mensen om in een crisissituatie de gebroeders De Witt te beschermen.' Het Oranje-Blanje-Bleu (of Rode) Vendel had schutters uit een arme Haagse wijk, de omgeving van het Spui. 'Het Blauwe Vendel rekruteerde zijn schutters uit het tamelijk arme deel van Den Haag ten zuidoosten van de Grote Kerk.' Het Blauwe Vendel stond op het Buitenhof met kapitein Zacharias de Swart, die onbetrouwbare en radicale mannen als Hendrick Verhoeff hun gang liet gaan.
Omdat bepaalde schutters niet te vertrouwen waren, had de magistraat aan Tilly, de bevelhebber van de ruiterij, de opdracht moeten geven om indien nodig meteen met geweld op te treden, in plaats van verdere orders af te wachten. Maar Johan van Banchem maakte als schepen deel uit van de Haagse magistraat en maakte gemene zaak met de radicaalste anti-De Witt-gezinden. 'Van Banchem hitste ze zelfs op de moord te plegen'.
Aanvankelijk beschermde de cavalerie de gevangenis. Commandant Claude-Frédéric t'Serclaes, graaf van Tilly (1648-1732), dreigde met zijn paarden op te rukken als de schutters niet op afstand bleven.
Rond 13.00 uur verzochten de gebroeders De Witt de cipier Jan van Bossy hen een maaltijd te bereiden. Rond 14.00 uur kwam fiscaal (gerechtelijk ambtenaar) Johan Ruysch boven, gevolgd door een aantal schutters, waaronder weer Johan van Os. De schutters waren aangewezen als permanente bewakers van de gebroeders De Witt en officieren werden uitgenodigd mee te eten. Daarna las Johan de Bijbel, 'volgens de overlevering in het boek der Richteren' en Cornelis legde zich in zijn 'nachttabbaert' (nachtkleding) op zijn ledikant te rusten.
Een kleine groep schutters, die vond dat de gebroeders als landverraders naar het Groene Zoodje moesten worden gebracht, kreeg in de loop van de middag de overhand. Johan Maes, opperbevelhebber van de schutterij, wist Hendrick Verhoeff in de herberg van Beuckelaer niet tot rede te brengen. Verhoeff schoffeerde even later de Haagse magistraat op het stadhuis door zijn moordplannen openlijk aan te kondigen. Later bracht Verhoeff een bezoek aan de magistratuur. Verhoeff werd gezien als de onofficiële leider van de plaatselijke schutterij. De magistraten vroegen hem de levens van Johan en Cornelis te sparen. Verhoeff weigerde dat. Hij vertelde dat hij die dag de harten van de broers zou komen brengen en hij maakte onomwonden duidelijk dat de magistratuur hem niet moest tegenhouden, die daarop niet meer durfde in te grijpen. Het aandeel van Verhoeff, een grote donkere man, is in de geschiedenisboeken overbelicht geraakt, omdat hij als enige moordenaar zijn verhaal op schrift heeft laten stellen. De volgende anderen zijn bekend: Pieter Verhagen, herbergier en schutter van het Witte vendel; Cornelis d'Assigny, chirurgijn, schutter van het Blauwe Vendel; Simon d'Assigny, broer van Cornelis, wapensnijder; Adriaen van Valen, chirurgijn, schutter van het Oranje-Blanje-Bleu Vendel; Jan van Vredenburg, molenaar; François van Dorsten, herbergier en wijnkoper; Gaspar Mars, beeldhouwer en - snijder; Johan Bosch, zoon van een kleermaker.
Johan Bosch moedigde tot de moord aan en hield de 'nieuwe cabale', het trio Zuylestein, Odijck en Tromp, dat al van de vroege ochtend in de herberg van Beuckelaer verbleef, op de hoogte van de ontwikkelingen. Schepen Johan van Banchem hitste ook de hele middag de schutters op en hij kan ook een verbindende rol hebben gespeeld tussen het kabaal en de oproerkraaiers. Ook de herberg De Dolphijn van Pieter Verhagen, achter het stadhuis, zal een pleisterplaats van oranjegezinden zijn geweest.
Daarop togen verschillende schutters naar de president van de Gecommitteerde Raden Philip Jacob van Boetzelaer, heer van Asperen, die met collega-raad Adriaen van Bosveldt aan de Prinsegracht zijn lunch aan het nuttigen was in de woning van commies De Wilde. Eerst kwamen twee sergeants, daarna twee kapiteins met het verzoek bevel te geven aan de ruiterij om weg te trekken. Van Boetzelaer en Van Bosveldt weigerden de cavalerie weg te sturen. Ze waren daartoe ook niet gemachtigd. Vervolgens arriveerden de stadspensionaris Jacob van der Hoeven en de opperbevelhebber van de schutterij Johan Maes met de mededeling dat het beter was dat de cavalerie de stadspoorten ging bewaken, aangezien er steeds sterkere geruchten binnenkwamen dat plunderende boeren uit het Westland en andere gebieden in de omtrek richting de stad optrokken. Van Boetzelaer en Van Bosveldt zwichtten en riepen de cavalerie op te vertrekken en de vier toegangen tot Den haag te verdedigen (Wagenbrug, Westeinde, Scheveningse brug en twee bosbruggen). De graaf van Tilly weigerde echter te gehoorzamen aan een mondelinge oproep, waarop Van Boetzelaer, nu 'ten huyse van Molewater', een schriftelijk bevel uitvaardigde. De familie Molewater was door huwelijk verwant aan Cornelis Tromp: Van Boetzelaer was getrouwd met de dochter van Agatha van Raephorst, familie van Margaretha van Raephorst, de echtgenote van Cornelis Tromp. Van Van Boetzelaer werd bovendien gezegd dat hij een erfelijke haat jegens de De Witten koesterde, omdat zijn vader na de dood van stadhouder Willem II door het nieuwe regime van De Witt van omkoping was beschuldigd en uit de ridderschap was geweerd. Met veel tegenzin liet Tilly de broers aan hun lot over, wetende dat hij met zijn vertrek hun doodvonnis had voltrokken. Hij zou hebben gezegd: 'Maar nu sijn dat doode lieden.' Van plunderende boeren bleek die dag geen sprake te zijn. De cavalerie bleek onder valse voorwendselen te zijn weggestuurd.

### Lynchpartij

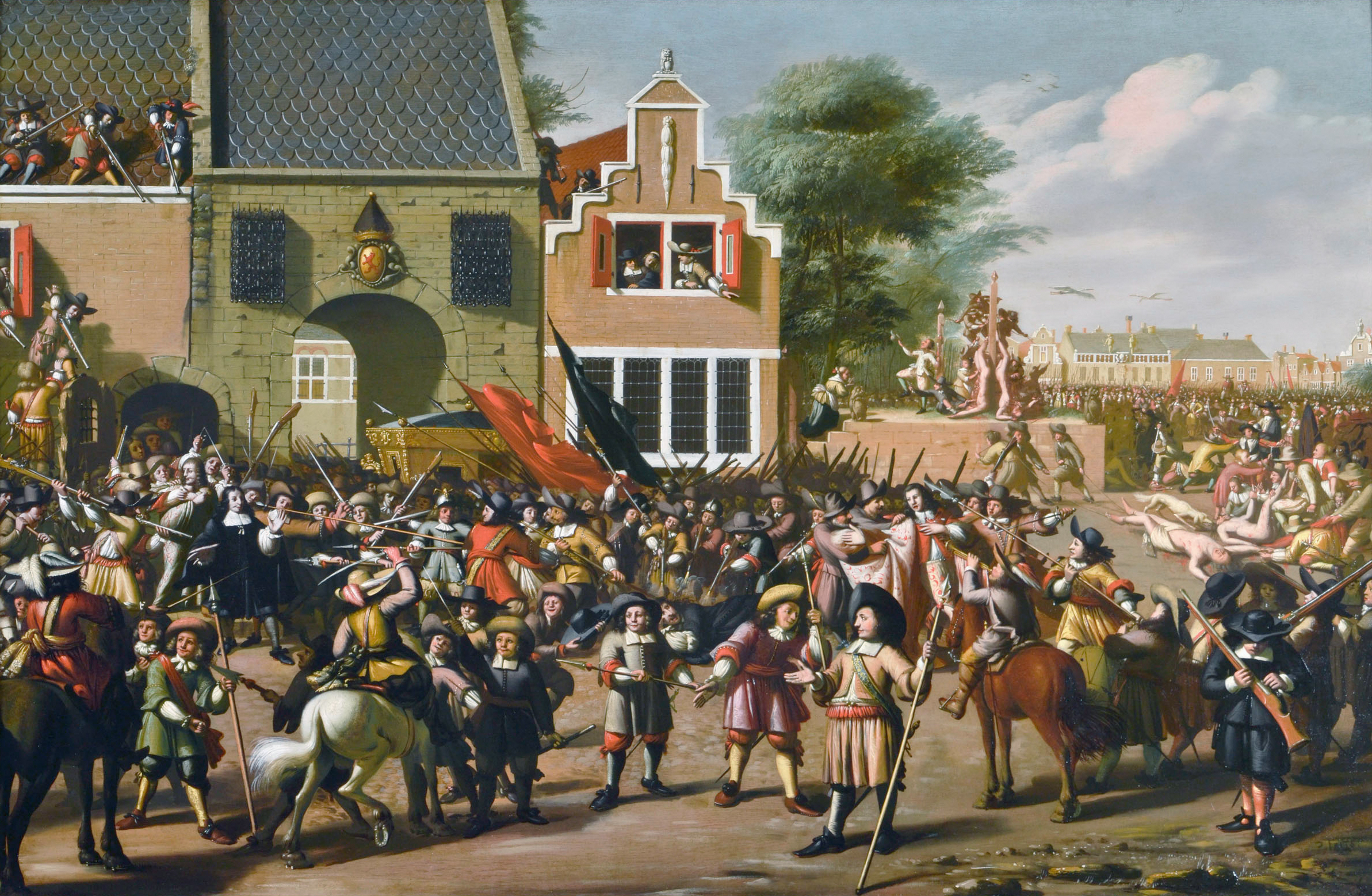
De stadia van de moord, uitgebeeld in een schilderij van Pieter Frits

Omstreeks 15.00 uur trokken de ruiters van de Plaats weg en de overgebleven ruiters op het Buitenhof bleven achter zonder bevel om te schieten. Maar er volgde niet direct actie. 'Drank bleek een probaat middel om de fanatiekste schutters over de drempel te krijgen.'
Even na half vier lieten Zuylestein, Odijck en Tromp vijftien schutters van het blauwe Vendel bij zich komen in de herberg van Beuckelaer. zij zeiden: 'Mannen, 't gaet nu nae den avont, indien je iets goeds voor de Prince van Orange in 't sin hebt, 't is nu tijt.' Ze kregen een drieling (driekwart gevuld glas) wijn en buiten spoorde Van Banchem hen aan.
Het kostte nogal moeite de gevangenis binnen te komen. Een korps schutters schoot op de deur, maar dat haalde niets uit. De stevige toegangspoort kregen de aanvallers niet geopend. Verhoeff haalde toen mokers op het Lange Voorhout en de cipier, met de dood bedreigd, opende geschrokken de deur toen met de hamers begonnen werd de deur in te slaan.
In de namiddag drongen opgehitste, dronken en woedende schutters de gevangenis binnen en sleurden de broers naar buiten. De bewakende schutters konden niet tegen dit plotselinge geweld op. Onder hen waren Adriaen van Valen, Van Dorsten, Simon d'Assigny, Verhoeff, Mars, van Vredenburg en enkele anderen. Algemeen wordt aangenomen dat het sein tot de bestorming gegeven werd door admiraal Cornelis Tromp. Voorop liepen Hendrick Verhoeff, Willem Tichelaar en Johan van Banchem. De broers De Witt riepen elkaar vaarwel toe. Andere binnengedrongen schutters ontfermden zich over de 'bottelarij' (drankvoorraad).
De opzet was om de broers bij het Groene Zoodje, de vlakbijgelegen gerechtsplaats, te doden. Cornelis kwam als eerste buiten, 'wellicht in het gezelschap van Adriaen van Valen', daarna kwam Johan 'voortgedreven door Verhoeff'. Cornelis kon door zijn podagra (jicht) nauwelijks lopen en struikelde over de stoep van de herberg van Beuckelaer. Hij werd onder de voet gelopen en bezweek onder de slagen van geweerkolven. De cornet Cornelis d'Assigny, een vaandrig van het Blauwe Vendel en zoon van de dokter en apotheker Gideon d'Assigny, was een van degenen die Cornelis verscheidene steken met zijn degen heeft toegebracht en geslagen heeft. Ook wijnkoper Pieter van Rijp en vleeshouwer Louw, 'kapitein van de (Vlees)hal, behoorden tot de voornaamste moordenaars van Cornelis. Cornelis' broer, de wapensnijder Simon d'Assigny, was eveneens een van de hoofddaders van de moord op de De Witten.
Johan de Witt werd door notaris Gillis van Soenen met een piek aan zijn hoofd verwond. Johan ontkwam aan de schutters, wier geweren op korte afstand slecht bruikbaar waren en vorderde tot het midden van de Plaats. Hij riep: 'Siet wat ghij doet mannen.' Plotseling werd hij door enkele mannen omsingeld. Daarna schoot luitenant ter zee Maerten van Valen hem met een pistool van achteren door zijn hoofd en verwondde hem daarmee hoogstwaarschijnlijk dodelijk. Zijn broer Adriaen van Valen, chirurgijn, speelde een zeer belangrijke rol op 20 augustus 1672. Hij zorgde er voor dat het oproerige Blauwe Vendel tot voor de toegang van de gevangenpoort kon doordringen en mengde zich met zijn eigen Oranje-Blanje-Bleu Vendel. Hij behoorde tot degenen die als eersten naar de kamer van de De Witten stormden. Hij behoorde vast tot die schutters die in een halve maan de dode lichamen als het ware executeerden. Maerten van Valen stond bekend als een driftige man, die geen geweld schuwde. Zieltogend op de grond trachtte Johan met gevouwen handen zijn hoofd nog op te lichten.
Vervolgens kreeg de Witt een zware slag met een geweerkolf van de schutter en herbergier Pieter Verhagen. Verhagen was waard van de herberg De Dolphijn tegenover het stadhuis, die in 1672 een verzamelpunt was van orangisten. Het werk werd met messen afgemaakt door de vleeshouwer Christoffel de Haen. De Haen leverde vlees voor de keuken van herberg De Dolphijn van Pieter Verhagen. Verhoeff gaf nog een slag na met een kolf. Verhoeff had Maerten van Valen en De Haen niet herkend, omdat zij geen lid waren van de schutterij.
Belangrijke schutters die dag waren Gaspar Mars en Johan Bosch. Johan van Banchem, die het dankzij Willem III tot baljuw van Den Haag zou schoppen, zou zich na de moorden om hen bekommeren en hen tot schipper maken op resp. het Amsterdamse en Delftse Veer.
Over de plaats waar Cornelis de Witt is overleden doen tegenstrijdige verhalen de ronde. Museum De Gevangenpoort meldt dat Cornelis reeds bezweken zou zijn op de trappen in het gebouw zelf, maar het Haags Historisch Museum weet te vermelden dat dit buiten de poort is gebeurd. Louw, 'de Capiteijn van de Hal' (Vleeshal), een collega vleeshouwer van Christoffel de Haen, rekende met een hakmes af met de gestruikelde Cornelis de Witt.

### Verminking

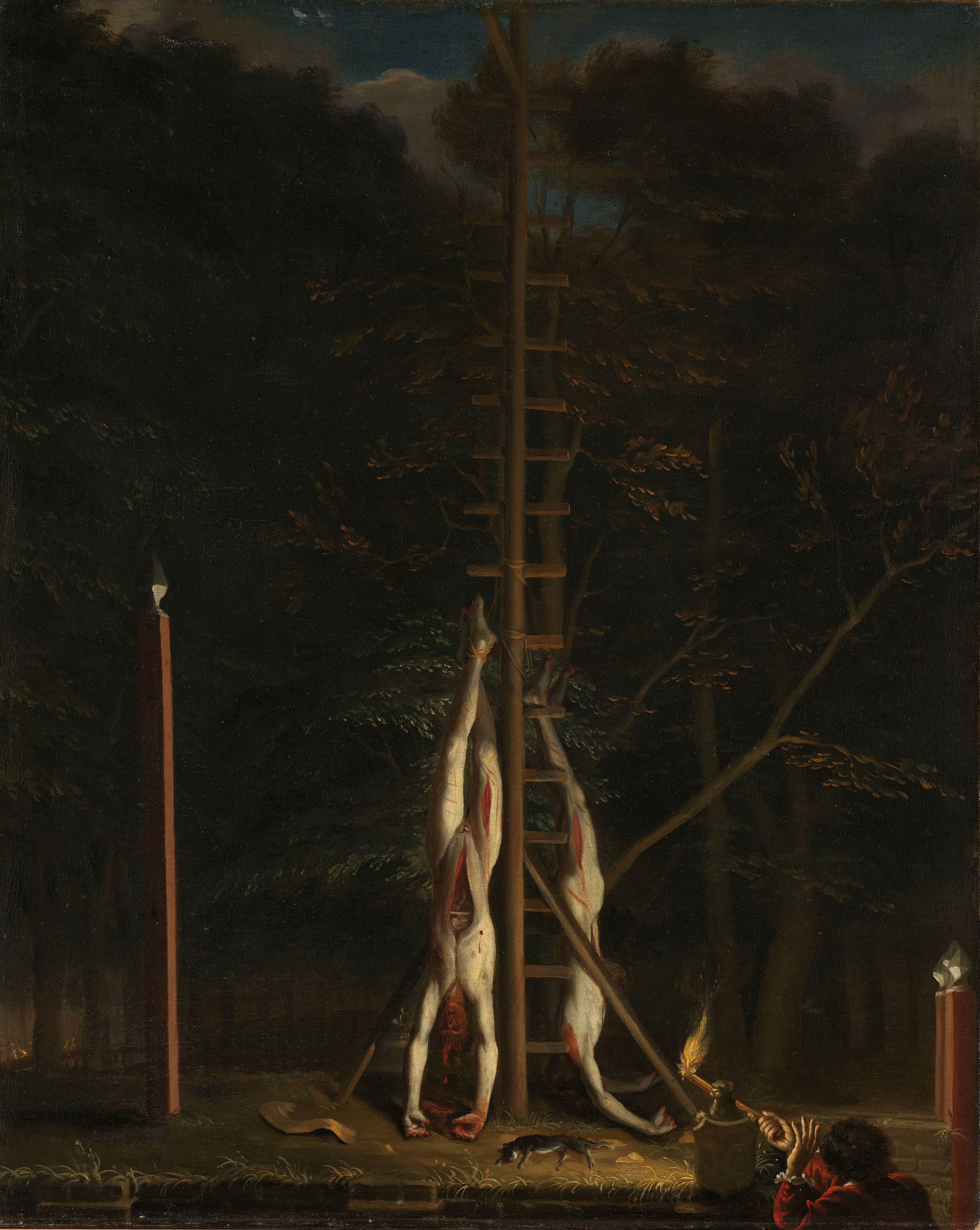
De verminkte lijken van de gebroeders De Witt, opgehangen op het Groene Zoodje aan de Vijverberg te Den Haag, 1672 (Jan de Baen)

De lijken werden naast elkaar gelegd en schutters gingen er in een halve maan omheen staan. 'Om het een officiële executie te doen lijken leegden ze hun geweren op de stoffelijke overschotten', maar de meeste kogels rolden naar beneden en de lichamen werden dus niet aan stukken geschoten.
De lijken werden vervolgens beroofd en volledig ontkleed, met lonten ondersteboven opgehangen aan de wipgalg op het Groene Zoodje – Johan een sport hoger dan z'n broer – en opengereten. De schutters trokken weg en lieten de lijken aan het 'grauw' (volk) over. Tenen, vingers, duimen, oren, neuzen, lippen, tongen en handen werden afgesneden. De lijken werden door enkele omstanders met vuisten geslagen.
De ingewanden werden uit de lichamen gehaald en volgens ooggetuige en dichter-industrieel Joachim Oudaen deels door de omstanders opgegeten of aan honden te eten gegeven. Hij was omstreeks half vijf getuige van het binnendringen van de schutters in de gevangenis en zag vlak daarvoor een groot deel van de magistraat met personeel de herberg van Beuckelaer binnengaan. De moord geschiedde volgens hem in grote stilte met uitzondering van wat kreten van de moordenaars en de slachtoffers. Cornelis werd iets eerder vermoord dan Johan. Oudaen vertrok toen Cornelis' buik werd opengereten.
Cornelis Tromp was enkele Amsterdamse regenten gaan ophalen 'waarschijnlijk uit het Herenlogement aan het Plein' en ging bij het schavot staan en maande de mensen niet tot kalmte.
Ook werden de lichamen gecastreerd. Een dode kat werd tussen de benen van Cornelis gelegd. Verhoeff sneed inderdaad 's avonds de harten uit de lichamen. 'Het lichaam van Cornelis de Witt werd door Verhoeff opengespalkt alsof het van een wild dier was.' De harten zijn nog jaren in potten met terpentijnolie tentoongesteld geweest. 'De Haagse magistraat had de moord en het begin van de gruwelen vanaf de eerste rij gezien achter de ramen van de herberg van Beuckelaer.'
Omstreeks 18.00 uur liet de kapitein van de schuttersvendels de trom slaan. Plundering van huizen werd voorkomen. De vendels vertrokken onder marsmuziek.
Tegen 19.00 uur kwamen de staten van Holland weer bijeen. Een klein deel van de leden was aanwezig. De Gecommitteerde Raden deden verslag en verontschuldigden zich: de Haagse magistraat had verzekerd dat alles onder controle was en er waren te weinig ruitercompagnies in de stad geweest. De Staten stuurden de prins opnieuw een brief en ruiters moesten het huis van Johan de Witt bewaken.
Zuster Johanna had vanachter haar ramen aan de Kneuterdijk de hele middag het schouwspel gadegeslagen. Ze had haar oude vader en de kinderen tijdig door een achteruitgang uit huis gelaten en elders onder laten brengen. Het ging op een gegeven moment regenen.
Die avond laat, tegen elf uur, kwamen twee knechten van Johan, een knecht van Van Zwijndrecht, advocaat Theophilus Naeranus bij het Groene Zoodje de lichamen ophalen. Ze werden geholpen door een schoenlapper met de naam Thomas Rijswijck. Ze sneden de touwen door en wikkelden de lichamen in een groot doek (een ziekenmat).
De volgende ochtend sneden burgers met een mes delen van de wipgalg af waar nog bloed op zat.
De dag na de moord kocht Oudaen een van de wijsvingers van Johan de Witt voor twee schellingen en een kannetje oud bier, en drie stuivers voor de brandewijn waar ze die nacht in had gelegen.
De weduwe van Cornelis was de dag na zijn dood uit 's-Gravenhage gevlucht. Op een trekschuit toonde een van de passagiers haar vol trots een van de vingers die volgens hem van Cornelis was geweest en die hij voor enkele stuivers gekocht had.
De timmerman durfde de doodskisten niet af te leveren bij het woonhuis aan de Kneuterdijk. De doodgraver durfde evenmin rouwversierselen aan de voorgevel te bevestigen. In de nacht van 21 op 22 augustus werden de broers stiekem begraven in de Nieuwe Kerk, waar dominee Simonides eerder die dag gepredikt had dat hij ervan overtuigd was dat de moordenaars niet gestraft zouden worden, omdat de slachting "eene wrake en een werk Gods" zou zijn. De houten geslachtwapens van de broers waren door de familie verborgen gehouden, voordat ze ruim een week later bij het graf werden geplaatst. Het mocht niet baten. Ze werden alsnog door een razende meute kapot geslagen.
In Den Haag werd al snel een liedje gezongen over de moord. Het luidde: 'Waarom zijn de Witten gesneuveld door het musket? Omdat ze de Prins van zijn ambten hebben ontzet', verwijzend naar het Eeuwig Edict (1667).
Een tong en een vinger, waarvan verondersteld wordt dat ze afkomstig zijn van de gebroeders De Witt, bevinden zich in het Haags Historisch Museum.
Weinig mensen van aanzien durfden zich in die tijd tegen de gruwelijke moordpartij uit te spreken. 'Michiel de Ruyter prees de De Witten toen hij het bericht van hun dood ontving en sprak schande van de moord.' Dat werd pas algemeen bekend toen zijn biografie van Gerard Brant in 1687 verscheen.
'En de wijsgeer Baruch de Spinoza, die net als De Ruyter veel steun had ontvangen van De Witt, was ontsteld over de lynchpartij'. Hij schreef op de avond van de moord ultimi barbarorum (ultieme barbaren) op een papier, dat hij bij de Gevangenpoort wilde ophangen. Zijn huisbaas vergrendelde de deur, zodat Spinoza het niet werkelijk zou ophangen en ook het slachtoffer van het gepeupel zou worden.

### Betrokkenheid Willem III

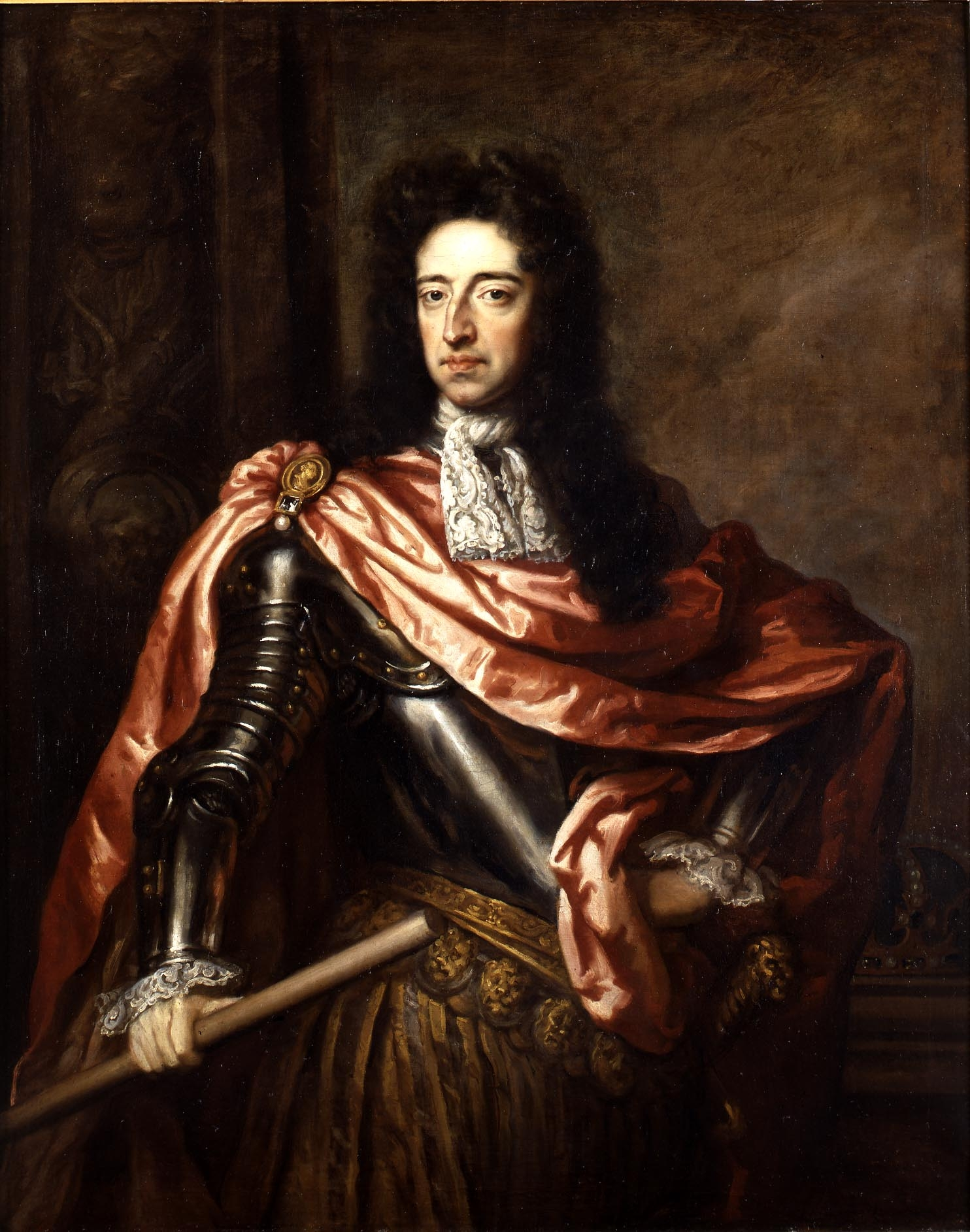
Prins, later koning van Engeland, stadhouder Willem III van Oranje

Talrijke historici hebben zich de afgelopen eeuwen gebogen over de vraag in hoeverre Willem III van Oranje betrokken was bij de moordplannen op de gebroeders De Witt. De conclusies lopen uiteen van geen enkele betrokkenheid, via het laten gebeuren van de moorden door zich met opzet afzijdig te houden, tot het actief meehelpen beramen.
Volgens advocaat Copmoyer, die als ooggetuige een van de weinigen is geweest die over de moordpartij geschreven heeft, kwamen op de vroege ochtend van 20 augustus drie vertrouwelingen van Willem III vlak bij de Gevangenpoort in de herberg De Beuckelaer bij elkaar. Dat waren zijn verre verwanten Willem Adriaan van Nassau-Odijk, Willem van Nassau-Zuilestein en de conflictrijke Cornelis Tromp.
Beweerd wordt dat de stadhouder op 17 augustus in 's-Gravenhage een laat bezoek heeft gebracht aan Willem Adriaan van Nassau-Odijk, waar ook Willem van Nassau-Zuilenstein bij aanwezig was. Procureur Adriaen Copmoijer (1619-1682) viel 's avonds om 23.00 uur iets op ter hoogte van het Plein, hoek Korte Vijverberg. 'Hij zag Willem III met diens vertrouweling Hans Willem Bentinck in een gewone koets, om niet op te vallen, arriveren. De prins stapte uit bij het Doelenstraatje en ging 'achter in het huys van Odijck daer een verga[d]eringh was, en eenige Heeren uyt 't Hof tegenwoordigh.' Pas om twee uur 's nachts, na een verblijf van drie uur, zou de prins de woning verlaten hebben. Volgens Copmoijer was het iets na middernacht en duurde het gesprek dus slechts een uur. Het lijkt onwaarschijnlijk dat niet gesproken is over Cornelis, aangezien zijn gevangenname in Holland het gesprek van de dag was. De aanwezigheid van de prins in Den Haag werd in het verleden altijd ontkend.
Drie dagen voor 20 augustus was er in het huis van Odijck aan het Plein met Willem III uitvoerig overlegd, waarna Willem III een brief stuurde aan veldmaarschalk Johan Maurits van Nassau-Siegen 'om meteen naar hem toe te komen in het legerkamp omdat hij hem zeer belangrijke zaken had mede te delen.'
Er zijn brieven bewaard gebleven van Willem III aan Johan Maurits van Nassau-Siegen, die in 1672 als veldmaarschalk het bevel voerde over het leger bij Muiden. In een brief van 18 augustus 1672, geschreven in Den Haag, vroeg Willem III aan Johan Maurits naar hem toe te komen in het legerkamp in Alphen, 'ayant des affaires de très grande importance à vous comminicquer'. Willem III moet de brief na afloop van de bijeenkomst hebben geschreven 'kort na het middernachtelijk uur'. Volgens Copmoijer verdween de prins kort na middernacht met een gewone koets onopvallend uit Den Haag. Om 05.00 uur was de prins weer in Alphen. Op 18 augustus om 23.00 uur schreef Johan Maurits terug, dat hij de volgende avond bij hem zou zijn. Het ligt 'voor de hand dat het over het gesprek in het huis van Odijck ging.' Op de dag van de moord, 20 augustus, was Johan Maurits bij de prins in het legerkamp. Op 21 augustus kwam Willem III in de loop van de avond de hofstad weer binnen en Johan Maurits keerde die dag in Muiden terug.
Tromp zou in 1665 aangesteld worden als opperbevelhebber van de Nederlandse oorlogsvloot, maar op het laatste moment koos Johan de Witt voor Michiel de Ruyter. Tromp had hem dat nooit vergeven. De andere twee waren verklaarde tegenstanders van de gebroeders De Witt en konden hun bloed drinken. Zij zouden ter plekke het plan hebben gesmeed om het dienstmeisje naar Johan de Witt te sturen om hem naar de Gevangenpoort te lokken. De 'veronderstelling dat Johan de Witt met een valse boodschap naar de Gevangenpoort was gelokt kan niet juist zijn.'
Feit is dat de prins vlak na zijn aanstelling tot stadhouder, het Hof verzocht om het gerechtelijk vonnis tegen Johan Kievit in te trekken. Na een korte briefwisseling gaf het Hof daar in juli 1672 gehoor aan. Kievit was bij verstek ter dood veroordeeld voor het beramen van een moord op Johan de Witt om daarna Willem van Oranje te kunnen aanstellen als stadhouder. Kievit was naar Engeland gevlucht en na het intrekken van het vonnis keerde hij terug naar zijn vaderstad Rotterdam, waar hij door de magistratuur met veel egards werd ontvangen.
Uit politiek-historisch onderzoek is verder gebleken dat de prins de publicatie van pamfletten uitlokte, waarin geageerd werd tegen de gebroeders De Witt. Johan de Witt had de stadhouder gevraagd de publicatie ervan te verbieden, maar de prins weigerde dat. Hoewel er door dit alles ten tijde van de moord op de broers aanwijzingen waren voor een mogelijke betrokkenheid van prins Willem III van Oranje, werd nooit een justitieel onderzoek ingesteld naar de dubbele moord. Vastgesteld is dat de prins ervoor zorg droeg dat de moordenaars niet werden vervolgd en beloond werden met jaargelden en ambten. Tromp pleitte eind 1672 in een brief om Verhoeff een baan te geven.
Zijn precieze rol in het moordcomplot is in nevelen gehuld, maar hij was op de hoogte en heeft niet ingegrepen om de moord te voorkomen. Hij stuurde geen troepen naar Den Haag toen op 20 augustus de Staten van Holland hem daar tot tweemaal toe om verzochten. Hij gaf daar nooit een verklaring voor. Als kapitein-generaal had Willem III op zijn minst snel troepen kunnen sturen. Op 21 augustus keerde hij terug in Den Haag. De volgende dag stuurden de Staten van Holland een afvaardiging naar de prins, die hem vroeg maatregelen te nemen tegen de belangrijkste geweldplegers. De prins maakte meteen duidelijk dat hij niet van plan was tegen deze lieden op te treden.
De volgende weken en maanden vonden in talrijke plaatsen zogeheten 'wetsverzettingen' plaats, waarbij staatsgezinden in de vroedschappen plaatsmaakten voor oranjegezinden. In Den haag gebeurde dat al in september 1672. Deze 'wetsverzettingen' werden vergemakkelijkt door de enorme dreiging die uitging van de moord en het onbestraft blijven van de daders. De prins liet eventuele bestraffing van schuldigen volledig aan de Staten van Holland over en de Staten en het Hof van Holland ondernamen geen actie. De Haagse baljuw Rudolph van Paffenrode nam zelf initiatief voor een onderzoek en werd ontslagen. Hij werd opgevolgd door schepen Johan van Banchem.
In 1673 inspecteerde Willem III in het Stadhouderlijk Kwartier de Haagse schutterij, een eer die andere schutterijen nooit ten deel was gevallen.
De kans dat een tekst nog licht kan werpen op de rol van de prins is klein, want het is bekend 'dat Willem III en zijn politieke rechterhand Gaspar Fagel gewend waren controversiële stukken aan de open haard prijs te geven.'

## Nasleep mededaders
In de geschiedschrijving heet het, dat het "met de meeste medeplichtigen aan de moordpartij het uiteindelijk niet goed afliep". Het is waar dat een van hen stierf in nota bene dezelfde cel waar hij Cornelis en Johan de Witt uit had gesleurd, maar degenen die een jaargeld of een baantje waren gegeven hebben daar nog jaren van kunnen genieten.

### Willem Adriaan I van Nassau-Odijk

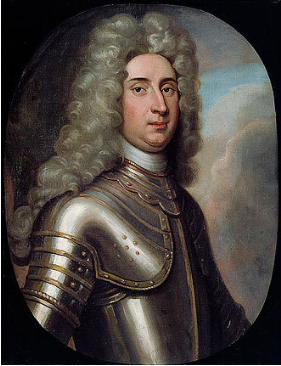
Willem Adriaan I van Nassau-Odijk

Odijck, een zoon van Lodewijk van Nassau-Beverweerd, een bastaardzoon van Maurits van Oranje en Margaretha van Mechelen, leidde op jeugdige leeftijd een losbandig leven in Parijs. Hij maakte zoveel schulden met gokken dat hij zijn schuldeisers moest ontvluchten. Hij kreeg van de Engelse koning Karel II een jaargeld van ƒ14.000,-. Karel II van het Huis Stuart, de oom van prins Willem, had in ballingschap, tijdens de regering van Oliver Cromwell, in de Republiek verbleven en kon het goed met Odijck vinden. Op 2 juni 1660 was Karel II vanuit Scheveningen naar Engeland gevaren om koning van Engeland te worden.
Odijck huwde een rijke Goese burgemeestersdochter en kocht een kostbaar pand op de hoek van het Plein en de Korte Vijverberg (thans deel van het Mauritshuis). 'Daar kwamen naast Willem veel hovelingen, hoogwaardigheidsbekleders, diplomaten en andere voorname personen om de tijd achter de speeltafel door te brengen of een feestelijk banket bij te wonen.'
Het Mauritshuis was in de jaren 1630 gebouwd door Johan Maurits van Nassau-Siegen, een andere oom van prins Willem. Johan Maurits was de kleinzoon van Jan van Nassau, de jongere broer van Willem de Zwijger. Hij was in 1644 uit Brazilië teruggekeerd. In 1647 bood de keurvorst van Brandenburg Frederik Willem I van Brandenburg, die gehuwd was met Louise Henriëtte van Nassau, de dochter van Amalia van Solms en Frederik Hendrik, Johan Maurits het stadhouderschap van Kleef aan met een prachtig slot als zomerresidentie. In de andere jaargetijden verbleef Johan Maurits in Den Haag. Amalia van Solms was Willems grootmoeder en na het overlijden van zijn moeder Maria Stuart in 1660, zijn belangrijkste voogdes.
'Het masterplan moet uit de koker van Odijck en Zuylestein afkomstig zijn geweest.'. Willem Adriaan van Nassau beheerste voor Willem III de Staten van Zeeland en bleef daarom lang in de gunst. Hij bouwde slot Zeist naar het voorbeeld van het kasteel van Versailles en was 'eerste edele van Zeeland' tot in 1704.
Odijk stierf in 1705 met torenhoge gokschulden die zijn kinderen en zelfs zijn kleinkinderen hebben moeten afbetalen.

### Frederik van Nassau-Zuylestein

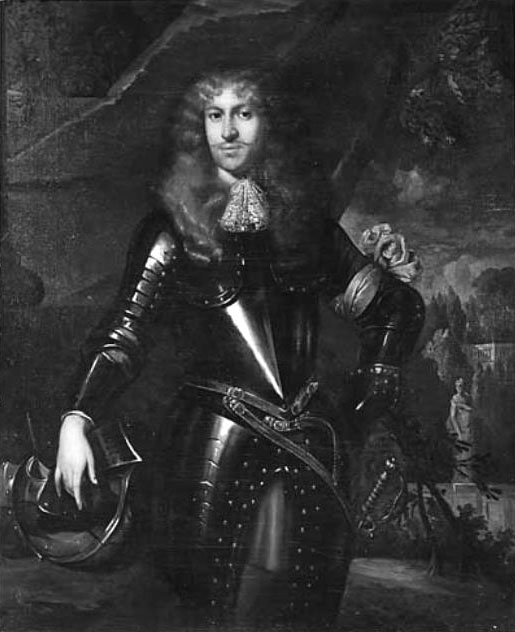
Frederik van Nassau-Zuylestein, toegeschreven aan Jan de Baan

Frederik van Nassau-Zuylestein was de enige erkende bastaardzoon van Frederik Hendrik van Oranje en Catharina Bruyn of Margaretha van Egmond en dus een oom van prins Willem III. Hij werd in 1659 tot Willems gouverneur benoemd. Hij had een opleiding aan een particuliere academie in Parijs gehad en had zich in 1639 in Den haag gevestigd. Hij kreeg van zijn vader een nieuw gebouwd kasteel in renaissance stijl in Zuylestein bij Leersum en werd officieel heer van Zuylestein. In 1644 kreeg hij van zijn vader ƒ80.000,- en het jaar daarop werd hij benoemd tot luitenant-kolonel in het Utrechtse regiment van het Staatse leger. In 1646 werd hij provinciaal bevelhebber in Utrecht. In 1648 huwde hij Mary Killigrew, die tot het gevolg van Mary Stuart, Willems moeder, hoorde.
Tijdens zijn bezoek aan Utrecht in juni 1661, logeerde prins Willem op kasteel Zuylestein.
Nadat Willem op 13 april 1666 door de staten van Holland tot 'Kind van Staet' was aangenomen, kreeg de prins een speciale opleiding in de staatkunde van de Republiek. Hij kreeg een nieuwe opvoedingscommissie en volledig nieuwe hofhouding, om hem niet langer te laten beïnvloeden door zijn Engelse en orangistische hofhouding. Johan de Witt werd zelf Willem voornaamste 'educateur' en gouverneur Zuylestein werd ontslagen. Zuylestein behield zijn jaarwedde van ƒ4000,- voor de volgende vijf jaar. Zuylestein vergat dit smadelijke ontslag nooit en koesterde grote haatgevoelens jegens De Witt.
Frederik van Nassau-Zuylestein, samen met Odijck het meesterbrein achter het moordcomplot, 'was in 1668 benoemd tot luitenant-generaal in het Staatse leger en in 1670 gouverneur van Breda geworden. In de zomer van 1672 werd hij bevorderd tot generaal der infanterie. In die functie sneuvelde hij tijdens de strijd tegen de Fransen, bij Woerden, op 12 oktober 1672.'

### Cornelis Tromp
Cornelis Tromp woonde in zijn ouderlijk huis aan het Korte Voorhout vlak bij het Binnenhof, een verondersteld centrum waar plannen werden gesmeed om prins Willem aan de macht te brengen.
Cornelis Tromp was in 1660 woest, toen hij als schout-bij-nacht voor twee jaar buiten actieve dienst werd gehouden, omdat hij instructies niet had opgevolgd. Hij had zonder toestemming privé handel gedreven. Hij bedronk zich toen met zijn zwager Johan Kievit in de Haagse Sint-Jorisdoelen. Tromp was lid van de Haagse schutterij.
Aan het einde van de eerste zeeslag van de Tweede Engelse Oorlog, de slag bij Lowestoft op 13 juni 1665, die onder het opperbevel van Van Obdam misliep en waarbij Van Obdam sneuvelde, deed Cornelis Tromp, sinds dat jaar viceadmiraal, alsof hij de nieuwe opperbevelhebber was door de 'vlag en wimpel' te hijsen. Johan Evertsen, die vluchtte naar de Maasmond, was daartoe echter als oudste luitenant-admiraal gerechtigd. Tromp dekte vanuit de achterhoede de vluchtende schepen en voer daarna achter 30 schepen aan naar Texel. Hij wilde niet direct terug naar zee, tegen de orders in van de Staten-Generaal. Johan de Witt ging naar Nieuwediep (Den Helder) bij Texel om hem te overreden voorzitter van een krijgsraad te worden om hard op te treden tegen zeelieden die zich laf hadden gedragen. 'Wanneer Tromp niet inbond zou hij onherroepelijk worden ontslagen.' Tromp reisde eigenmachtig naar Den Haag om zich bij de Staten-Generaal te beklagen en kwam 4 juli terug en meldde zich bij de gedeputeerden van de Staten-Generaal, na een maaltijd te hebben gebruikt. Hij had nu eigenlijk ontslagen moeten worden. Om de rust te bewaren, Tromp was populair onder het zeevolk, hield Johann de Witt hem lang de hand boven het hoofd. Tromp werd 23 juli zelfs bevorderd tot luitenant-admiraal van de Rotterdamse admiraliteit en werd 'voorlopig' opperbevelhebber van de oorlogsvloot. Op 6 augustus 1665 keerde Michiel de Ruyter terug van een expeditie naar Afrika en Noord-Amerika. Johan de Witt had hem in 1652 al willen benoemen als opvolger van opperbevelhebber Maerten Tromp, de vader van Cornelis Tromp, maar De Ruyter was toen pas sinds een jaar zeeofficier. Op 11 augustus 1665 werd de staatsgezinde De Ruyter in plaats van Cornelis Tromp tot opperbevelhebber van de Nederlandse oorlogsvloot benoemd. Johan de Witt had er op aangedrongen bij de Staten-Generaal de benoeming zo snel mogelijk rond te krijgen, wat Tromp hem zeer kwalijk nam. Eerst weigerde Tromp om de nieuwe opperbevelhebber te accepteren, maar Johan de Witt deed weer zijn best Tromp te behouden.
De Vierdaagse Zeeslag (tussen 11 en 14 juni 1666) was een overwinning voor de Republiek. Tromp wilde het grote Engelse linieschip de Royal Prince in triomf naar het vaderland meevoeren, dat hij op de derde dag had veroverd, maar hij moest het van De Ruyter verbranden, overeenkomstig ontvangen orders van de Staten-Generaal. 'De Ruyter had het ook voorgoed bij hem verbruid.' De Ruyter werd op een voetstuk geplaatst en mocht zijn portret bestellen bij Ferdinand Bol, een beroemde leerling van Rembrandt van Rijn. Er werden vijf versies van naar de vijf admiraliteiten gestuurd. Tromp werd in audiëntie ontvangen door de prins van Oranje en hij liet zich in Amsterdam in een karos rondrijden.
Na de zware nederlaag van de Tweedaagse Zeeslag van 4 en 5 augustus 1666 verweet De Ruyter Tromp, dat de achterhoede onder diens bevel hem in de steek had gelaten. De Ruyter beschouwde hem als de oorzaak van de zware nederlaag. Na een verzoeningspoging werd op 19 augustus 1666 de aanstelling van Tromp ingetrokken. Cornelis Tromp ging nog door het stof, maar tevergeefs, kolonel der mariniers Willem Joseph van Ghent, staatsgezind en vertrouweling van De Witt, werd Tromps opvolger.
Cornelis van Aerssen, heer van Sommelsdijk, die op Tromps schip had meegevaren had zijn versie van het verhaal verteld in Tromps ouderlijk huis en dat relaas was (met fouten) door Johan Kievit op schrift gesteld, gekopieerd en in druk verschenen, waarna medio augustus Tromps familie verhoord werd wegens het naar buiten brengen van een 'secreet rapport'. Het werd als een complot en aanzet tot een staatsgreep beschouwd. Er werden zware boetes opgelegd.
Tromp trok zich tegen het eind van de zomer van 1666 terug op zijn pas verworven buitenhuis in 's-Graveland, toen hij dat jaar de rijke Margaretha van Raephorst was getrouwd. Eind 1669 pleegde een jonge bootgezel en fervent aanhanger van Tromp, een mislukte moordaanslag op De Ruyter.
Cornelis Tromp stierf in 1691, zijn lichaam en geest aangetast door drankzucht en wroeging, in radeloze angst omdat hij ervan overtuigd was ter helle te zullen varen.

### Johan Kievit
Johan Kievit maakte in 1660 deel uit van de Rotterdamse vroedschap (het stadsbestuur) en werd in 1665 benoemd tot burgemeester. Vanaf 1666 was hij lid van de Gecommitteerde Raden van Holland en vestigde zich daarvoor met zijn familie in Den Haag. 'Het was Kievit die Cornelis Tromp en zijn familie mee trok op het slechte pad, vooral nadat deze zich ook in Den Haag had gevestigd.' Cornelis Tromp woonde in het ouderlijk huis in een kapitaal pand aan het Korte Voorhout vlak bij het Binnenhof. Daar werden mogelijk plannen gesmeed om een verandering in het Hollandse staatsbestel ten gunste van Oranje te bewerkstelligen. 'Er werd in staatsgezinde kringen gesproken van het 'Kabaal van Tromp', een kliek van onbetrouwbare sujetten, die bestond uit familie en vrienden van Cornelis Tromp en Johan Kievit.' Die groep spande samen om prins Willem aan de macht te krijgen. In de loop der jaren kreeg Kievit zoveel machtige vrienden dat zijn plannen gevaarlijk werden.
Johan Kievit werd 19 augustus 1666 verhoord in verband met een in omloop gebracht 'secreet rapport' van de zware nederlaag van de Tweedaagse zeeslag van 4 en 5 augustus, werd direct geschorst als gecommitteerde raad en kreeg twee weken de tijd om te vluchten. Kievit vluchtte naar Engeland en werd bij verstek in december ter dood veroordeeld. Kievit kon in Engeland in zijn onderhoud voorzien dankzij het kapitaal van de familie Tromp. Hij verkeerde geregeld aan het Engelse hof en werd in september 1667 tot 'baronet' verheven. Hij kreeg een baantje ver weg van Londen om moerassen droog te leggen met behulp van windmolens.
Toen Willem III tot kapitein-en admiraal-generaal was benoemd, verscheen Johan Kievit met een schip voor de Zeuwse kust en voer daarna met het jacht van de Staten van Zeeland naar Rotterdam. Daar noemde hij zich burgemeester en mederegent van Rotterdam. Vier staatsgezinde vroedschapsleden, onder wie twee burgemeesters, werden in het stadhuis gevangengenomen.
Johan Kievit, die een rol achter de schermen speelde, werd op 22 augustus 1672, twee dagen na de moord, bij de prins in audiëntie ontvangen. Kievit moet in de middag van 20 augustus 1672 'hebben gezorgd dat de president van de Gecommitteerde Raden van Asperen in het huis van zijn familielid Molewater het schriftelijke bevel ondertekende om de twee ruitercompagnies van de Plaats te laten wegtrekken. Dat heeft de schutters de mogelijkheid geboden de Gevangenpoort te bestormen.' Kievit kreeg 24 augustus 1672 officieel gratie.
Johan Kievit werd enkele weken na de moord pensionaris van Rotterdam om een jaar later belastingontvanger te worden. In 1678 werd hij zelfs burgemeester van Rotterdam, maar raakte die functie kwijt na ernstige oplichting. Zijn belangrijkste verweer was dat "iedereen fraude pleegde". Net als Cornelis werd hij voor altijd verbannen. Een dochter, die getrouwd was met de gouverneur-generaal van Nederlands-Indië, en dus bemiddeld was, kocht hem echter voor 20.000 gulden vrij.

### Willem Tichelaar
Willem Tichelaar, een grote blonde man, barbier-chirurgijn in Piershil, een plaatsje op het eiland Putten waar Cornelis de Witt als ruwaard voorzitter was van de rechtbank, was in 1669 door Cornelis ondervraagd in verband met de ontvoering en bedreiging van het meisje Jannetje Eeuwenouds. Tichelaar had Jannetje ontvoerd in een boot, omdat hij haar zo tot een huwelijk met hem wilde dwingen, maar tevergeefs. Enkele maanden later had Tichelaar Jannetje opnieuw ontvoerd en een mes getrokken. Jannetje vluchtte toen naar Dordrecht en keerde pas na lange tijd terug naar Piershil. Het kwam niet tot een veroordeling. Maar Tichelaar werd in 1671, zonder voor de rechtbank te verschijnen, tot een boete van vijftien gulden veroordeeld, wegens smaad, omdat hij bij een ruzie op straat de plaatselijke schout een klap had gegeven en luid tegen hem had gevloekt.
Niet lang voor 8 juli 1672 was Tichelaar samen met een vriendin, die bekend stond als een vrouw van lichte zeden, en een ander stel gesignaleerd in het legerkamp van de prins. 'Bij terugkomst liet hij het plotseling breed hangen, zonder dat hij het druk had als barbier. Mogelijk had hij in het legerkamp een zeer speciale, lucratieve opdracht gekregen.' Op 8 juli 1672 verscheen hij aan het adres van Cornelis de Witt en vroeg om een intrekking van de veroordeling uit 1671, omdat hij voor een verhuizing naar een nieuwe woonplaats een verklaring van goed gedrag nodig had. Hij werd toegelaten tot de wellicht donkere slaapkamer van Cornelis, die ziek van de jicht in bed lag en de beruchte barbier niet zou hebben herkend.
Tichelaar vertelde later aan de rechters dat Cornelis zijn veroordeling van 1671 zou schrappen in ruil voor een speciale dienst: het vermoorden van de prins, omdat die met een dochter (Maria Stuart) van de hertog van York (Jacobus II) zou willen trouwen. Hij zou ook ƒ30.000,- krijgen en het ambt van baljuw van Beijerland. Cornelis beweerde dat Tichelaar hem zei dat er iets moest worden ondernomen, omdat de prins een dochter van de hertog van York, een broer van de Engelse koning, wilde gaan trouwen en de Republiek door zo'n verbintenis met Engeland tot eeuwige slavernij zou worden gebracht. Cornelis had geantwoord dat zo'n huwelijk de Republiek juist zou kunnen redden. Het gesprek duurde volgens Cornelis slechts een kwartier waarbij hij luid zou hebben gesproken. Volgens Tichelaar duurde het onderhoud een half tot heel uur en had Cornelis gefluisterd. Cornelis overlegde met zijn vrouw en besloot het bezoek aan het gerecht te melden om misplaatste verdenkingen te voorkomen. Zijn vrouw, Maria van Berckel, waarschuwde daarop stadssecretaris Arend Muys van Holy, die haar man een maand eerder in eigen huis gedwongen had de akte te ondertekenen tot afschaffing van het Eeuwig Edict.
Tichelaar wachtte twaalf dagen eer hij de zaak aangaf. Hij had in Rotterdam en Schoonhoven rondgezworven. Hij vertelde op 21 juli in het legerkamp te Bodegraven het hele verhaal aan opperstalmeester Jan de Bye, heer van Albrantswaard en Zuylestein. Willem III, die in Den Haag verbleef, werd op de hoogte gebracht van Tichelaars verklaring en gaf de zaak door aan het Hof van Holland voor een gerechtelijk onderzoek. 'Onder normale omstandigheden zou dit onderzoek hebben geleid tot vrijspraak van Cornelis de Witt en arrestatie en veroordeling van Tichelaer. Het verhaal van Tichelaar was te onwaarschijnlijk om zonder tweede getuige serieus te nemen.' Maar het Hof bepaalde na verhoor van Tichelaar dat er sprake kon zijn van majesteitsschennis. Advocaat-fiscaal Johan Ruysch werd naar Dordrecht gestuurd om Cornelis de Witt te arresteren. Cornelis werd 24 juli in de Kastelenij aan het Binnenhof opgesloten en later naar de Gevangenpoort gebracht. Cornelis ontkende de aanklacht, ondanks een drie-en-een-half uur durende marteling, maar werd toch op 20 augustus 1672 veroordeeld tot levenslange verbanning en een geldboete. 
Tichelaar was net als Cornelis vastgezet in de Gevangenpoort, maar werd niet gemarteld en dezelfde ochtend vrijgesproken. Zijn broer Joris bezorgde hem schone kleren. Tichelaar bazuinde na het vonnis en zijn vrijlating aan Jan en alleman rond dat hijzelf onschuldig was en Cornelis nog altijd in de Gevangenpoort zat. Daarop had een dreigende mensenmenigte zich voor de gevangenpoort verzameld. De twee nachten erna logeerde hij op de Kastelenij aan het Binnenhof. Op 22 augustus reisden Tichelaar en zijn broer samen terug naar Piershil. Op 31 augustus was Tichelaar terug in Den Haag om bij het Hof van Holland een onkostendeclaratie in te dienen van ƒ1966,-. Hij had reizen gemaakt naar Rotterdam, Schoonhoven en het legerkamp van de prins en vanaf 6 augustus in de Gevangenpoort verbleven. Hij stond wegens bedreiging onder permanente bewaking. De rekening werd eerst doorgestuurd naar de nabestaanden van Cornelis de Witt en daarna door het Hof betaald. Ook kreeg Tichelaar van de prins een officieel jaargeld van 400 gulden tot zijn dood. Volgens Tichelaar zelf werd dat onofficieel verdubbeld 'als beloning voor zijn dienst in 1672 voor het vaderland verricht'. In 1675 werd hij naar aanleiding van het aanbrengen van Cornelis de Witt benoemd tot zijn opvolger als ruwaard van Putten. 'Gefluisterd werd dat dit de inlossing was van een belofte die de barbier was gedaan door Zuylestein.' In 1681 werd hij uit die betrekking ontslagen, omdat hij niet naar behoren functioneerde. Toen de prins in 1702 stierf, stopte de betaling van de jaargelden en verviel Tichelaar in grote armoede. Volgens Joachim Oudaen heeft men hem aan het eind van zijn leven op krukken zien bedelen in Den Haag. Hij stierf er in augustus 1712.

### Johan van Banchem
Johan van Banchem werd een maand na de moord via Willem III benoemd tot baljuw in 's-Gravenhage: hoofd van de politie, evenals plaatselijke officier van justitie. Om extra geld te verdienen hield hij er een privégevangenis op na, ontvoerde onschuldige mensen die hij tegen losgeld vrijliet en chanteerde bezoekers aan bordelen. Bijzonder is ook dat hij door de plaatselijke beul gemarteld werd en uiteindelijk in dezelfde cel stierf waar Cornelis werd vastgezet.

### Hendrick Verhoeff
Hendrick Verhoeff (ca. 1645-1710) was sinds 1671 zilversmid op de hoek van de Groenmarkt en de Schoolstraat. Hij diende in het Blauwe Vendel onder leiding van kapitein Zacharias de Swart, dat zich op 20 augustus 1672 het buitenhof posteerde.
Hij liet zijn eigen ooggetuigenverslag op 16 oktober 1674 optekenen: Er waren zes vendels vertrokken naar het Buitenhof, de Plaats en de Lange Vijverberg. Veel Haagse schutters waren 'geharnaste tegenstanders' van het regime van raadpensionaris Johan de Witt. Toen de Staten van Holland, die op het Binnenhof vergaderde, drie ruitercompagnies stuurde om een stormloop op de Gevangenpoort te voorkomen en zij tussen de vendels en de Gevangenpoort gingen staan, had Verhoeff geroepen: 'De prins boven, De Witten onder, die anders meynd die slaet de donder!' en diverse ruiters zwaaiden daarna instemmend met hun hoed. Johan Maes, kolonel (opperbevelhebber) van de schutterij, lid van de Haagse vroedschap en oud-burgemeester, probeerde in het begin van de middag Verhoeff in de herberg van Beuckelaer nog van diens plannen af te brengen. Johan Maes moest burgemeester Pieter van Groenevelt echter mededelen dat hij niets had bereikt. De burgemeester nodigde Verhoeff uit op het stadhuis voor een gesprek. De burgemeester wilde de Witten door twee schutters uit elk vendel laten bewaken tot de prins in Den Haag arriveerde om de kwestie af te handelen. De ruiters moesten wegtrekken en de toegang tot de stad bewaken, omdat er (valse) berichten waren binnengekomen dat boeren uit het Westland onderweg waren om Den Haag te plunderen. De schutters hadden nu ruim baan. Verhoeff haalde bij een smid op het Lange Voorhout de twee zwaarste mokerhamers om de deur van de Gevangenpoort open te breken. De cipier deed uiteindelijk open en Verhoeff was naar binnengegaan en wilde de De Witten per se in het openbaar executeren. Maar buiten waren anderen hem voor. Hij herkende de moordenaars niet als leden van de schutterij. 's Avonds sneed hij, als 'schrale troost' voor de moord die hij niet zelf kon plegen, de twee harten uit van de vermoorde broers. Hij zette ze op terpentijn in een witte metalen bak en stelde ze nog jaren ten toon, tegen betaling van een fooitje.
Cornelis Tromp noemde de harten in een aanbevelingsbrief aan Johan Maurits van Nassau-Siegen, toen Verhoeff hem verzocht had moeite voor hem te doen om vrijwilligers te mogen leiden in Oudewater. Verhoeff werd er benoemd tot kapitein van het Blauwe Vendel, maar hij werd later ontslagen door kolonel Anthony Pieterson. Johan Maes, die Verhoeff op 20 augustus van zijn snode plannen probeerde af te houden, en eerder kolonel van de schutterij was geweest, was uit de vroedschap verwijderd.
Hendrick Verhoeff werd aanvankelijk gesteund met een jaargeld van ƒ600,- van Willem III tot zijn dood. Hendrick Verhoeff lukte het ook niet op het rechte pad te blijven.
Hij was in 1670 getrouwd met Alida de Bruyn en verhuisde enige jaren na de moord met vrouw en dochter naar de herberg aan de Cleijne Laan (tegenwoordig Schoolstraat) in Voorburg. Tijdens een hoog oplopende ruzie met zijn vrouw zou hij hebben gezegd: 'Ick heb De Witten vermoord en can niet rusten, off moet meer vermoorden, ick worde gedreven van ymandt te vermoorden.' Hij werd in 1677 door de Leidse magistraat tot openbare geseling veroordeeld.
Vijf jaar na de lynchpartij werd hij na een geseling op 27 november 1677 tot vijftig jaar rasphuis veroordeeld. Daar moest hij dagelijks tropisch hardhout raspen. Hij wist een keer te ontsnappen uit het Gravensteen, door zich letterlijk van zijn bewakers los te bijten, maar werd opgepakt en teruggestuurd. De meesten hielden een leven in het rasphuis niet lang vol. Volgens sommige berichten wist hij opnieuw te ontkomen en zou later in Utrecht hebben gewoond.
Hij vestigde zich in Utrecht als wapensnijder (graveur van familiewapens) en het echtpaar woonde in de Vinckenburgsteeg.
Hij ging in oktober 1691 langs bij de prins op Paleis Het Loo in Apeldoorn, waar het vonnis uit 1677 ongeldig werd verklaard en hem een ambt met goede inkomsten zou zijn toegezegd. Nadat zijn echtgenote stierf in oktober 1694, hertrouwde Verhoeff in het voorjaar van 1695 met de weduwe Dirckje van Schuur. Op 20 september 1701 trouwde Verhoeff voor de derde maal, met Aletta Degenaar. Ze woonden aan de Neude en kregen vier kinderen. Hij stierf op 27 juni 1710 en werd in de Buurkerk begraven.

## SpeelfilmMichiel de Ruyter
De moord op de broeders De Witt is in beeld gebracht in de Nederlandse speelfilm Michiel de Ruyter.

### Contemporain
Het ooggetuigenverslag dat Hendrick Verhoeff 16 oktober 1674 liet optekenen, was met een enkel ander verslag de voornaamste bron voor de geschiedboeken geweest. Enkele pamfletten van anonieme schrijvers bieden ooggetuigenverslagen.
Jan Ferguson, een klerk van Johan de Witt stelde in september 1672 een handgeschreven verslag op. Er werd een uitvoerig anoniem manuscript aan toegevoegd, waaraan 'vast en zeker' Johan de Witts andere klerken Wolfert Bacherus en Reynier van Ouwenaller hebben meegewerkt. Zij waren op 20 augustus 1672 in de kamer van de gebroeders De Witt in de Gevangenpoort aanwezig. Een derde manuscript van 23 september 1672 over de moord is van Jan van der Wissel, een knecht van Johan de Witt. Deze verslagen zijn met informatie van anderen opgenomen in het boekje Gedenkwaerdige stukken, wegens den moordt der Heeren Cornelis en Johan de Witt, gepubliceerd rond 1705, met de titel Verhael van 't ombrengen der Heeren Johan en Cornelis de Witt; den 20 Augusty 1672. Het bevatte ook een namenlijst van de moordenaars, afkomstig van ooggetuigen en het relaas van Hendrick Verhoeff. Het boekje werd samengesteld door Gerard Brandt (1626-1685), een bekend dominee, dichter en geschiedschrijver.
Er is een onvolledig relaas van Jan van Bossy, de cipier van de Gevangenpoort. Het breekt af op het moment dat de gebroeders De Witt uit de gevangenis worden gesleurd.
Dichter en tegelbakker Joachim Oudaen schreef een verslag. Hij was 20 augustus voor zaken in Den Haag en omgeving.
Een relaas van Adriaen Copmoijer (overleden in 1682), procureur voor het Hof van Holland, die tegenover de Gevangenpoort kantoor hield en aan het Buitenhof woonde. Copmoijer was een betrouwbaar en wijd en zijd geacht advocaat. Hij schreef om negen uur 's avonds een brief aan zijn Amsterdamse collega Nicolaes Listingh en beschreef wat er die dag was gebeurd. Later schreef hij een uitgebreider verslag, met er boven in het Latijn dat hij alles zelf had gezien, gehoord en ambtshalve had opgeschreven. Volgens hem was er een complot, een samenzwering, gesmeed door personen uit de omgeving van prins Willem III. Dit verslag werd de basis van een treurspel van dichter Oudaen, Haagsche broedermoord of dolle blijdschap (voltooid april 1673). Oudaen stierf in 1692. Na de dood van Willem III in 1702 verscheen de Haagsche broedermoord in druk (waarschijnlijk ca. 1705). 'Hierin liet Oudaen duidelijk zien dat de moord was veroorzaakt door een van hogerhand geïnspireerd complot. Daarin speelden Odijck, Zuylestein en Cornelis Tromp een hoofdrol, maar ook wordt duidelijk dat alles met voorkennis van Willem III gebeurde.'
Emanuel van der Hoeven schreef een biografie van de gebroeders De Witt in 1705. Een anoniem Historisch verhael uit 1677 beschrijft de moord uitvoerig. Petrus Valckenier schreef  't Verwerd Europa in 1688.

### Niet contemporain
Artikelen van de oranjegezinde historicus Robert Fruin uit de 19e eeuw, gaven lang de toon aan. Michel Reinders schreef een studie over de pamfletten uit het rampjaar en concludeerde dat burgers geen marionetten van de prins waren geweest. Reinders komt tot 99 verschillende pamfletten en inclusief herdrukken tot 190 publicaties.
De moord komt voor in verschillende biografieën van Johan en Cornelis de Witt, maar niet uitgebreid. Nicolas Japikse publiceerde in 1915 de eerste wetenschappelijke biografie van Johan de Witt. Japikse, later directeur van het Koninklijk Huisarchief, bagatelliseert de rol van Willem III rond de moord en schreef in 1930 een bewonderende biografie van Willem III. De Amerikaanse historicus Herbert H. Rowen schreef in 1978 een biografie van Johan de Witt en noemde Willem III indirect verantwoordelijk voor de moord, vooral vanwege diens afwachtende, dubbelzinnige houding in die dagen. Luc Panhuysen publiceerde een biografie van Johan en Cornelis de Witt in 2005.
Ronald Prud'homme van Reine schreef in 2013 Moordenaars van Jan de Witt, De zwartste bladzijde van de Gouden Eeuw, waarin hij als eerste dieper onderzoek deed naar de achtergrond en het verdere leven van de moordenaars en de mogelijkheid van het bestaan van een moordcomplot.

## Literatuur (chronologisch)

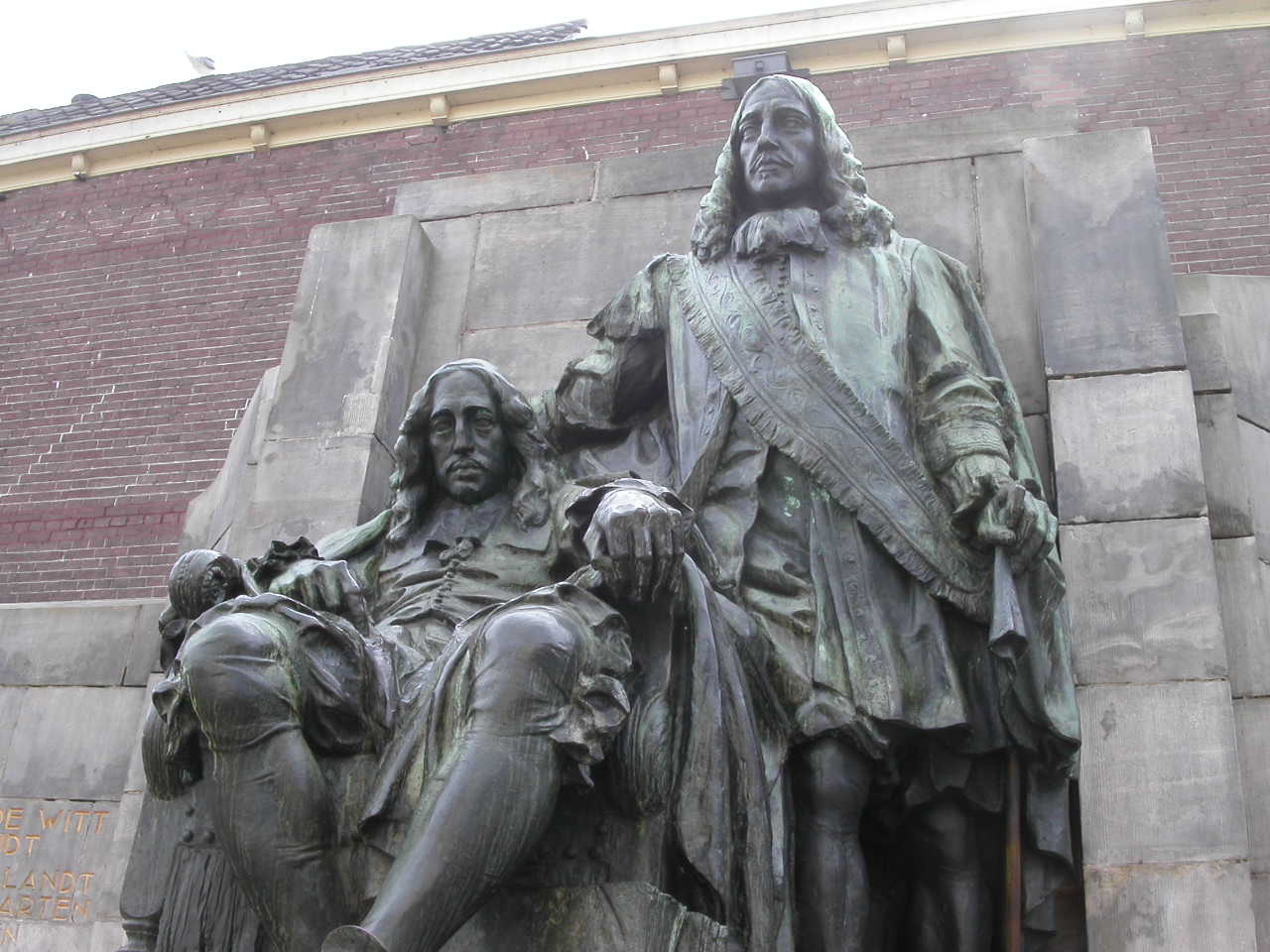
Standbeeld van de gebroeders De Witt (Johan zittend en Cornelis staand) vervaardigd door Toon Dupuis uit 1918 op de Visbrug in Dordrecht